# 嵐 (グループ)
嵐（あらし、英: ARASHI）は、日本の5人組男性アイドルグループである。1999年（平成11年）に結成され、2020年（令和2年）12月31日をもってグループとしての活動を一時休止。2026年（令和8年）春頃に開催予定のコンサートをもって活動終了する予定。
所属事務所はジャニーズ事務所であったが、同事務所のマネジメント業務終了後である2024年、メンバーの5人で株式会社嵐を設立した。前事務所の後継となるSTARTO ENTERTAINMENTとはエージェント契約を結んでいる。所属レコード会社はストームレーベルズである。

## 概説

### 結成：1999年
1999年（平成11年）9月15日にハワイ州・ホノルル沖のクルーズ客船でデビュー記者会見を行い、11月3日デビューシングル「A・RA・SHI」をリリースしCDデビュー。
1999年の夏前から松本、二宮、櫻井はレコーディングや振り付けを行っていたが、CDデビューすることは知らされていなかった。
大野はそれまでに二度、事務所に「辞意」を伝えており、レコーディングは「手伝ってほしい」と言われて参加、「ハワイへ行くのは手伝いのご褒美だ」と思い込んでいた。
櫻井は当時、嵐を一時的な活動グループと考えており、また海外留学を検討していたため、「『1999年ワールドカップバレーボール』のイメージキャラクターとしての仕事が終われば嵐は解散する」と思い加入を引き受けたという。
相葉は渡航3日前になって当時のジャニーズ事務所社長のジャニー喜多川から「YOU、パスポート持ってる?」の質問に「あります」と答えたところ「一緒にハワイに行こう」と言われ、「何も知らずに行ったら自分も嵐になっていた」とのこと。
相葉以外のメンバーは、デビュー曲にもともと予定されていた「REACH OUT FOR MY DREAM」という曲と「夢はSOSO」という曲のレコーディングを行っていた。デビュー曲「A・RA・SHI」は、その2曲を1曲にまとめたものである。

### グループ名について
グループ名は、「世界中に嵐を巻き起こす」という意味や、五十音順で最初の「あ」、アルファベット順でも最初の「A」で始まることから、「頂点に立つ」という意味 の他に、1文字であればどんな番組に出ても必ず番組表に載ること から、当時のジャニーズ事務所社長のジャニー喜多川が名付けた。公式サイトやSNS等での表記は英大文字で「ARASHI」となっている。2020年12月3日放送分のフジテレビ『VS嵐』に少年隊の東山紀之が出演した時、ジャニー喜多川に聞かされたのは「YOU!『嵐』って1文字なんだよ。必ず新聞に載るんだよ。どんな番組に出ても必ず載るんだよ。」と、グループ名が略されることなく掲載されるからという理由だったとのこと。

### 活動休止前：2019年 - 2020年
2017年6月16日、大野が他のメンバー4人全員を集め、「2020年をもって自分の嵐としての活動を終えたい。20周年、そして2020年という区切りで一度嵐をたたみ、5人それぞれの道を歩んでもいいのではないか。また、一度何事にも縛られず、自由な生活がしてみたい」という意向を表明。
以来、メンバー全員、個別、事務所などを交えて何度も話し合いを重ねた結果、「（2020年12月31日をもって無期限で）嵐としての活動を休止する」という結論に至った。2019年1月27日17時に公式サイトに投稿した動画で初めてこの事実が明らかになり、同日夜20時からメンバー5人全員で記者会見を開いた。
会見では「5人でなければ嵐じゃない」という言葉が繰り返され、解散を一切否定。活動休止までの約2年は感謝の思いを伝えていく期間であると述べた。新型コロナウイルスの世界的な感染拡大により、2020年に予定していた多くの活動が中止となったが、休止する期限は何年もかけて決めた相当な覚悟を持っての決断であったため「期限の延長」というような判断には至らず、当初の発表通り2020年12月31日をもって活動を休止した。

### 活動休止 - 活動終了：2021年以降
グループの冠番組については、『VS嵐』（フジテレビ）は相葉が続投し『VS魂』に、『嵐にしやがれ』（日本テレビ）は櫻井が続投し『1億3000万人のSHOWチャンネル』となり、2017年以降毎年1月3日の16時15分から18時に放送されていた『嵐ツボ』（フジテレビ）は二宮が続投し『二宮ん家』に番組名を改題、それぞれ同じ時間枠で継続している。グループとして就任していたNHK東京2020オリンピック・パラリンピック放送スペシャルナビゲーターは、櫻井と相葉が引き継いで務めた。グループとして出演していたCMについては、日本航空は櫻井と松本、ガンホー・オンライン・エンターテイメント パズル&ドラゴンズは二宮、アサヒ飲料三ツ矢サイダーは櫻井と相葉が出演している。上記のほか、それぞれドラマや映画、個人のレギュラー番組、CMなどに出演、個人での活動の場を広げている（詳細は櫻井、相葉、二宮、松本の個人ページを参照）。大野は当初の発表通り、2021年より芸能活動を休止している。
活動休止以降、メンバーが個人あるいは2人での活動はあるものの、それ以上の人数が揃っての活動はほぼない。「（公の場では）4人で揃わないようにしていた」と松本は語っており、2021年以降4人揃ったメディア向けの活動は2021年11月3日の『ARASHI Anniversary Tour 5×20 FILM “Record of Memories”』先行初日舞台挨拶への登壇のみである。
2024年4月10日、SMILE-UP.（旧ジャニーズ事務所）からSTARTO ENTERTAINMENTへ移籍。同日、公式サイトにてメンバー5人の連名で新会社設立を発表した。新会社名は「株式会社嵐」で、エージェント会社を経営する弁護士の四宮隆史が代表を務める。
2025年5月6日、自身のファンクラブサイトにて、2026年春頃に開催予定のコンサートツアーをもって嵐としての活動を終了することを発表した。これに伴いファンクラブも2026年5月末で終了する予定である。

## メンバー

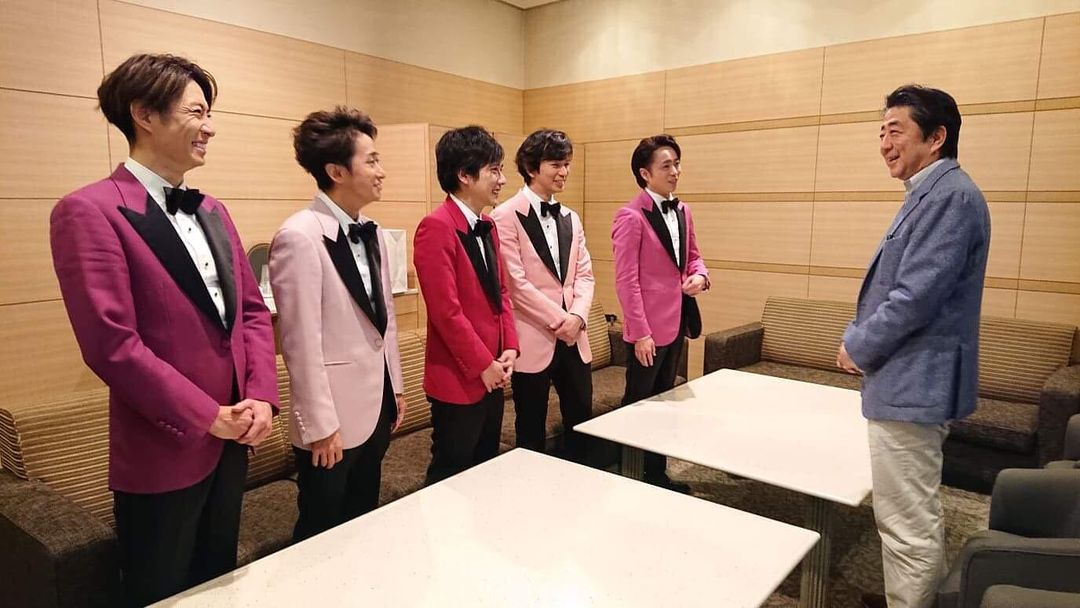
2019年11月、当時の内閣総理大臣安倍晋三と

グループのリーダーは大野。出典をもとに記述。メンバー個人の詳細については各項を参照。
| 画像 | 名前                            | 生年月日               | 血液型 | 出身地 | メンバーカラー | 所属事務所                                  |
| ---- | ------------------------------- | ---------------------- | ------ | ------ | -------------- | ------------------------------------------- |
|      | 相葉 雅紀 （あいば まさき）     | 1982年12月24日（42歳） | AB型   | 千葉県 | 緑             | 株式会社嵐                                  |
|      | 松本 潤 （まつもと じゅん）     | 1983年8月30日（41歳）  | A型    | 東京都 | 紫             | 株式会社嵐（グループ） MJC Inc（個人）      |
|      | 二宮 和也 （にのみや かずなり） | 1983年6月17日（42歳）  | A型    | 東京都 | 黄             | 株式会社嵐（グループ） オフィスにの（個人） |
|      | 大野 智 （おおの さとし）       | 1980年11月26日（44歳） | A型    | 東京都 | 青             | 株式会社嵐                                  |
|      | 櫻井 翔 （さくらい しょう）     | 1982年1月25日（43歳）  | A型    | 東京都 | 赤             | 株式会社嵐                                  |

## 略歴

### 1999年
- 9月15日、ハワイ州・ホノルル沖のクルーズ客船でデビュー記者会見を行い、結成とCDデビューを発表[12][13]。デビュー記者会見の司会は、少年隊の東山紀之が担当した[注 3]。
- 11月3日、シングル『A・RA・SHI』でPONY CANYONからCDデビュー[38]。初週55.7万枚を売り上げ[39]、オリコン週間シングルランキング1位を獲得した[40]。

### 2000年
- 4月5日にリリースされたグループ初の両A面シングル『SUNRISE日本/HORIZON』でグループ初のオリコン月間シングルランキング1位を果たした。
- 4月6日、初のコンサート「嵐 FIRST CONCERT 2000」を開催[38]。

### 2001年
- 10月3日、初の単独レギュラー冠番組『真夜中の嵐』が深夜枠で放送開始[38]。
- 11月12日、嵐のプライベートレーベルとしてJ Stormが発足。同日付でPONY CANYONから移籍[38]。

### 2002年
- ハワイ州が行なった「STAND UP HAWAII!!」キャンペーンの公式サポーターを務め、3月に「ARASHI ファンツアー イン ハワイ」を開催した[41]。
- 3月、相葉が肺気胸を患い入院[42]。しばらくは4人で活動。
- 7月3日、レギュラー冠番組『Cの嵐!』が深夜枠で放送開始[38]。
- 10月 - 1月、映画『ピカ☆ンチ LIFE IS HARDだけどHAPPY』を東京・大阪にて上映[38]。

### 2003年
- 7月2日、『Cの嵐!』が改編し『Dの嵐!』が放送開始[38]。

### 2004年
- 結成5周年を記念し、「スケッチ」をメンバー自身で作成した[43]（作詞：櫻井・二宮、作曲：二宮、ジャケット作成：松本）。このCDは抽選で100人にプレゼントされた。また、記念Tシャツも作られた。
- 3月 - 4月、映画『ピカ★★ンチ LIFE IS HARDだからHAPPY』を東京・大阪にて上映[38]。
- 8月21日・22日、『24時間テレビ27』のメインパーソナリティーを初めて務めた[44]。

### 2005年
- 4月9日、レギュラー冠番組『まごまご嵐』がバニラ気分!枠で放送開始[38]。
- 10月5日、『Dの嵐!』が改編し『Gの嵐!』が放送開始[38]。

### 2006年
- 3月11日、二宮がハリウッド映画『硫黄島からの手紙』撮影のため渡米。4月25日に帰国するまで4人での活動となった。
- 9月 - 11月、自身初のアジアツアーを台北、ソウルで開催。韓国での単独公演はジャニーズのグループとして初[45]。ツアーのキャンペーンとして7月31日に『JET STORM』を行った[注 4]。またツアーの一環として9月22日に行われた光州ワールドカップ競技場での音楽イベント『第3回アジア・ソング・フェスティバル』に出演した。
- 10月2日、『Gの嵐!』が改編し『嵐の宿題くん』が放送開始[38]。

### 2007年
- 4月4日、映画『黄色い涙』が公開[38]。
- 4月21日 - 30日、グループ初のドーム公演および東京ドーム初単独公演となる「凱旋記念最終公演 ARASHI AROUND ASIA+ in DOME」を開催[46]。
- 12月18日、第40回オリコン年間ランキング2007で『Love so sweet』が年間シングル4位を獲得し、グループ初の年間トップ10入りを果たした[47]。

### 2008年
- 4月10日、レギュラー冠番組『ひみつの嵐ちゃん!』が初のプライムタイムで放送開始[38]。
- 4月12日、レギュラー冠番組『VS嵐』が正午枠で放送開始[38]。
- 5月 - 7月、グループ初の五大ドームツアー「ARASHI Marks 2008 Dream-A-live」を行う[48]。6月1日、名古屋ドームのリハーサル内で櫻井が舞台から転落。全治1ヶ月の右手の骨折と足の捻挫となり、櫻井のみ欠席が提案されたが本人の意向で当日のライブでは踊らず立って歌っていた。
- 7月3日、福田康夫内閣広報に、コンサートにおけるエコ活動が掲載される[49]。
- 8月30日・31日、2度目となる『24時間テレビ31』のメインパーソナリティーを務める[38]。
- 9月 - 11月、自身2度目となるアジアツアーを東京、台北、ソウル、上海で開催、東京公演はグループとして初めて国立競技場で開催した。単独アーティストとして同所での開催はSMAP、DREAMS COME TRUEに次いで3組目。中国本土での単独公演はジャニーズ事務所初となる[48]。
- 12月11日、第41回オリコン年間ランキング2008で『truth/風の向こうへ』が初の1位を獲得。また2位に『One Love』もランクインし、年間1・2位を独占した[50]。

### 2009年
- 10周年の節目を記念し「5×10」を作詞[51]。メンバー全員で感謝を込めて色紙5,000枚を書き[52]、抽選でファンクラブ会員に贈った。
- 3月2日、第23回日本ゴールドディスク大賞の邦楽部門にて「シングル・オブ・ザ・イヤー」を『truth/風の向こうへ』が、「ザ・ベスト・ミュージックビデオ」を『SUMMER TOUR 2007 FINAL Time -コトバノチカラ-』がグループとして初めて受賞[53]。
- グループ初となるDVD作品の上半期総合1位を『ARASHI AROUND ASIA 2008 in TOKYO』が獲得。
- 8月 - 1月、10周年記念ツアー「ARASHI Anniversary Tour 5×10」を開催[54]。自身2度目となる5大ドームツアーであり、国立競技場では3日間連続公演を行った。
- 9月2日、ベストアルバム『5×10 All the BEST! 1999-2009』がグループとして初のミリオンセラーを達成[55]。
- 10月22日、冠番組『VS嵐』がゴールデン進出。
- 11月11日、『5×10 All the BEST! CLIPS 1999-2009』が2週連続でDVDの主要記録（初動売上・累積売上）を更新した[56]。
- 11月20日、『嵐in東京ディズニーシープレミアムイベント』が開催され、ハウス食品のキャンペーンに当選した3525組7050人が招待された[57][58]。
- 12月18日、第42回オリコン年間ランキング2009にて、年間アルバム部門でベストアルバム『5×10 All the BEST! 1999-2009』が、年間ミュージックDVD部門でPV集『5×10 All the BEST! CLIPS 1999-2009』がグループとして初めての1位を獲得した。「アーティストトータルセールス」部門でも初めて年間1位に輝いた。また史上初となるオリコン年間チャート4冠を達成し、同時にオリコンシングル部門史上初となる2年連続での1位2位独占・トップ5内4作同時ランクイン・トップ3独占を達成した[59]。
- 12月31日、『第60回NHK紅白歌合戦』に初出場[60]、地上波におけるNHKへの出演は今回がグループ初。

### 2010年
- 2月24日、第24回日本ゴールドディスク大賞の邦楽部門にて史上初となる10冠を達成。「アーティスト・オブ・ザ・イヤー」を初めて受賞、またアルバム・オブ・ザ・イヤーを『5×10 All the BEST! 1999-2009』がグループとして初めて獲得した[61]。
- 4月8日、国土交通省・観光庁が観光立国推進に向けて起用する初の「観光立国ナビゲーター」にボランティアとして就任。観光庁の観光立国教育の趣旨に賛同する形で、嵐メンバーを主役として企画や製作等を行った図書「ニッポンの嵐」を、全国の小・中・高等学校などに対して学校図書として寄贈した[62]。
- 4月14日、自身の音楽DVD総売上枚数が273.2万枚を突破し、それまでモーニング娘。が持っていた「アーティスト別歴代ミュージックDVD総売上枚数記録」の227.0万枚を上回り、歴代1位となった[63]。
- 4月24日、『嵐にしやがれ』が放送開始[64]。
- 6月9日、『最後の約束』がドラマDVD作品として初めて初週10万枚を突破し、ドラマDVD歴代最高の初動売上である12.6万枚を記録した[65]。
- 7月28日、会社更生手続き中だった日本航空の約1年ぶりのテレビCMに『僕の見ている風景』収録の「movin’ on」がBGMとして採用され[66]、グループとして初めてメンバーが機体に描かれた特別塗装機「JAL嵐JET」が9月5日より国内線に就航した[67][68]。
- 8月22日、『Music Lovers』にてジャニーズ事務所初の男性限定ライブを開催。
- 8月 - 1月、5大ドームツアー「ARASHI 10-11 TOUR "Scene"〜君と僕の見ている風景〜」を行う。国立競技場史上初4日間公演を敢行[69]。86万人を動員した。
- 9月9日、「2万人が選ぶ好きなアーティストランキング2010」でグループとして初めて1位に輝いた[70]。
- 10月11日、オリジナルアルバム『僕の見ている風景』がミリオンを達成。これを記念して「JAL嵐JET」にミリオン達成マークを加えた「嵐ミリオンジェット」が10月末より就航した[71]。
- 12月20日、第43回オリコン年間ランキング2010にて、オリコン年間アルバム部門1位・トップ10内6作同時ランクイン・音楽DVD部門1位3位を達成し7冠を獲得した。総売上は171.6億円[72]。DVD『ARASHI Anniversary Tour 5×10』が年間売上78.6万枚を達成。
- アルバム『僕の見ている風景』がアルバム世界チャート37位を獲得。
- 12月31日、『第61回NHK紅白歌合戦』の白組司会に初めて起用された[73]。グループでの紅白の司会担当は紅組・白組通じて史上初。

### 2011年
- 1月5日、第25回日本ゴールドディスク大賞の邦楽部門にて「アーティスト・オブ・ザ・イヤー」を2年連続2度目の受賞。他5部門を受賞し、計6冠を獲得[74]。
- 2月2日、『ARASHI 10-11 TOUR "Scene"〜君と僕の見ている風景〜 STADIUM』が初動60万枚越えとなる61万枚を記録[75]。また、グループの音楽DVD総売上が401万枚を達成[76]。
- 6月24日 - 26日、東京ドームにて「嵐のワクワク学校」と題したイベントを初めて開催。もとはライブツアー公演の予定だったが、東日本大震災後の電力不足を考慮してチャリティーイベントに変更し、使用電力を減らしたうえでほとんどを電源車の自家発電でまかなった[77]。
- 7月 - 1月、全国ツアー「ARASHI LIVE TOUR Beautiful World」を東京ドーム以外の4大ドームと国立霞ヶ丘競技場で開催した[78]。
- 11月4日、「2万人が選ぶ好きなアーティストランキング2011」で2年連続1位を獲得[79]。「ニッポンの嵐 ポケット版」の出版社の収益やメンバー5人の印税全額4950万円のほか、6月に開かれたチャリティーイベント「嵐のワクワク学校」でのグッズの売り上げも合わせて、東日本大震災で被災した宮城、岩手、福島の3県に1億50万円ずつ計3億150万円を寄付した[80]。
- 12月31日、『第62回NHK紅白歌合戦』の白組司会を担当[81]。

### 2012年
- 『第63回NHK紅白歌合戦』と『24時間テレビ35』の双方の司会を担当。同年での同2番組の双方司会担当は2008年の仲間由紀恵以来2例目である[注 5]。
- 6月 - 7月、「嵐のワクワク学校2012〜毎日がもっと輝く5つの授業〜」を東京と大阪で開催[82]。
- 9月20日・21日に東京・国立競技場でのコンサート「ARASHI アラフェス NATIONAL STADIUM 2012」を開催。このコンサートの構成はファンからのリクエストをホームページ上で募集したものを元にした。公式にリクエストを募る方式はジャニーズでは初の試み[83]。
- 11月1日、「2万人が選ぶ好きなアーティストランキング2012」で3年連続1位を獲得[84]。
- 11月 - 1月、5大ドームツアー「ARASHI LIVE TOUR Popcorn」を開催[85]。

### 2013年
- 5月15日、NHK全国学校音楽コンクール（Nコン）小学校の部の課題曲に、嵐がNHK紅白歌合戦で歌ってきた「ふるさと」が選ばれたことで、Nコンの第80回記念企画「いっしょに歌おうプロジェクト」のプロジェクトリーダーを務めることになった[86]。また、4月から5月にかけて『みんなのうた』で「ふるさと」が放送された[87]。
- 6月 - 7月、「嵐のワクワク学校2013〜毎日がもっと輝く5つの授業〜」を東京と大阪で開催[88]。
- 8月24日・25日、『24時間テレビ36』メインパーソナリティー担当となる[89]。
- 9月21日・22日に国立競技場でのコンサート「ARASHI アラフェス'13 NATIONAL STADIUM 2013」を開催。2014年より国立競技場が改修工事に入るため、改修前の国立競技場最後の嵐のコンサートとなった[90]。
- 10月25日、「2万人が選ぶ好きなアーティストランキング2013」で4年連続1位を獲得[91]。
- 11月 - 12月、5大ドームツアー「ARASHI Live Tour 2013 “LOVE”」を開催[92]。
- 12月15日、第46回オリコン年間ランキング2013にて、「アーティスト別トータルセールス」部門で1位となる[93]。総売上は141.9億円[93]。3度目の受賞で、16部門中最多6冠を獲得した[93]。
- 12月31日、『第64回NHK紅白歌合戦』の白組司会を担当[94]。4年連続紅白司会は佐良直美、黒柳徹子、中居正広に並びNHKアナウンサー以外における連続での組司会担当の最長記録となる[95]。

### 2014年
- 5月6日、グループのシングル総売上が2000万枚を突破[96]。
- 6月7日 - 29日、「嵐のワクワク学校2014〜友情がもっと深まるドーム合宿〜」を大阪と東京で開催、最終公演では上海とシンガポールの会場にて初めてのパブリックビューイングを実施した[97]。
- 8月 - 12月、自身グループのスピンオフ映画『ピカ☆★☆ンチ LIFE IS HARD たぶんHAPPY』を東京・札幌・名古屋・大阪・福岡にて上映[98]。
- 日本時間9月20日・21日にハワイで「ARASHI BLAST in Hawaii」を開催。この公演は、ハワイ州からの招聘により実現した[99]。また2日間とも日本全国209の映画館にてライブビューイングが実施された[100]。
- 10月24日、「2万人が選ぶ好きなアーティストランキング2014」で5年連続1位を獲得[101]。
- 11月から12月にかけて5大ドームツアー「ARASHI LIVE TOUR 2014 THE DIGITALIAN」を開催した[102]。
- 12月20日、第47回オリコン年間ランキング2014にて、「アーティスト別トータルセールス」部門で1位（2年連続・通算4回目）となり、15部門中10冠を獲得した[103]。
- 12月31日、『第65回NHK紅白歌合戦』の白組司会を担当。5年連続の組司会であり、また出場歌手としては初めて白組のトリを担当[104]。

### 2015年
- 3月2日、第29回日本ゴールドディスク大賞の邦楽部門にて「アーティスト・オブ・ザ・イヤー」を受賞（通算3度目）、4冠を獲得[105]。
- 『Sakura』と『ピカ☆★☆ンチ LIFE IS HARD たぶん HAPPY』のDVD・BDがそれぞれ週間1位を獲得し､ 史上初の「音楽作品」「映像作品」で同時3冠を達成した[106]。
- 5月19日、グループのCDシングル・アルバムの総売上が3000万枚を突破した[107]。
- 6月6日 - 28日、「嵐のワクワク学校2015〜日本がもっと楽しくなる四季の授業〜」を大阪と東京で開催した。初めて生徒役として後輩のHey! Say! JUMPも参加した[108]。
- 9月19日、20日、22日、23日にひとめぼれスタジアム宮城で、東日本大震災復興支援コンサート「ARASHI BLAST in Miyagi」を開催[109]。
- 10月22日、「2万人が選ぶ好きなアーティストランキング2015」で6年連続1位を獲得[110]。
- 11月 - 12月、5大ドームツアー「ARASHI LIVE TOUR 2015 Japonism」を開催。このツアーで単独コンサート総動員数1000万人を突破した[111]。
- 12月23日、第48回オリコン年間ランキング2015にて､「アーティスト別トータルセールス」部門で1位（3年連続・通算5回目）となり、史上最多11冠を獲得した[112]。
- 12月31日『第66回NHK紅白歌合戦』に白組歌手として出場[113]。

### 2016年
- 1月12日、2015年にリリースしたオリジナルアルバム『Japonism』がミリオンセラーを達成した[114]。
- 2月27日、第30回日本ゴールドディスク大賞の邦楽部門にて「アーティスト・オブ・ザ・イヤー」を2年連続4度目の受賞。他4部門を受賞し、計5冠を獲得[115]。
- 4月 - 8月、9年ぶりのアリーナツアー「ARASHI “Japonism Show” in ARENA」を行った[116]。
- 6月、「嵐のワクワク学校2016〜毎日がもっと輝く5つの自由研究〜」を大阪と東京で開催。助手役としてジャニーズWESTのメンバーが参加した[117]。
- 11月14日、「2万人が選ぶ好きなアーティストランキング2016」で史上初の7年連続1位を獲得[118]。
- 11月 - 1月、5大ドームツアー「ARASHI LIVE TOUR 2016-2017 Are You Happy?」を開催[119]。
- 12月24日、第49回オリコン年間ランキング2016にて「アーティスト別トータルセールス」で1位（4年連続・通算6回目）を獲得[120]。
- 12月31日、『第67回NHK紅白歌合戦』に白組歌手として出場し、初の大トリを担当。相葉が白組司会を務めた[121]。

### 2017年
- 2月27日、第31回日本ゴールドディスク大賞の邦楽部門にて「アーティスト・オブ・ザ・イヤー」を3年連続、史上初となる5度目の受賞を果たす[122]。他3部門を受賞し、計4冠を獲得。
- 6月 - 7月、「嵐のワクワク学校2017〜毎日がもっと輝くみんなの保健体育〜」を大阪と東京で開催[123]。助手役としてSexy Zoneのメンバー、スペシャルゲストとして浜口京子、吉田沙保里が出演。
- 11月 - 1月、5大ドームツアー『ARASHI LIVE TOUR 2017-2018 「untitled」』を開催[124]。
- 12月23日、第50回オリコン年間ランキング2017にて「アーティスト別トータルセールス」で5年連続通算7度目の1位を獲得した[125]。
- 12月31日、『第68回NHK紅白歌合戦』に白組歌手として出場[126]。二宮が白組司会を務めた[127]。

### 2018年
- 6月 - 7月「嵐のワクワク学校2018～毎日がもっと輝く5つの部活～」を大阪と東京で開催、助手として2年連続2回目となるSexy Zoneが出演した[128]。
- 7月21日、西日本豪雨の復興支援のため広島、愛媛、岡山に義援金各5,000万円を寄付した。これまでも東日本大震災や熊本地震などの復興支援義援金として被災地に贈呈してきており、今回を含め8年間で計約20億円に達した[129]。
- 9月15日の19周年日から結成20年目の年に突入することを記念して、嵐の5人が「5×20」を作詞[130]。
- 11月から翌年12月まで、20周年記念ツアー「ARASHI Anniversary Tour 5×20」を開催。公演数は50公演、総動員数約237.5万人の動員となり、単一ツアーにおいては国内最大の動員数を記録[131][注 6]。
- 12月24日、「2万人が選ぶ好きなアーティストランキング」にて、2年ぶりに総合1位、史上最多、通算8度目の首位を獲得した[132]。
- 12月31日、『第69回NHK紅白歌合戦』に白組歌手として出場し大トリを担当[注 7]。櫻井が白組司会を務めた[133]。

### 2019年
- 1月27日、2020年12月31日をもって活動を休止することを17時に公式ファンクラブサイト内で発表した[22][23]。同日夜20時からメンバー5人全員による記者会見を開いた[134][135]。
- 5月31日、NHK東京2020オリンピック・パラリンピック放送スペシャルナビゲーターに就任した[136][137]。
- 6月22日 - 30日、「嵐のワクワク学校2019～時空をJUMP!すべてが愛しくなる修学旅行～」を東京、大阪で開催。助手として4年ぶりに2回目でHey! Say! JUMPが出演した[138]。
- 6月26日、20周年記念ベスト・アルバム『5×20 All the BEST!! 1999-2019』をリリース、発売から3日でミリオンセラーを達成した[139]。アルバムの番宣に伴い、『テレ東音楽祭』（同日放送、グループとしてテレビ東京初出演）、NHK『SONGS』（6月29日放送、初出演）、TBS『COUNT DOWN TV』（6月30日放送、14年ぶり出演、6年ぶりのTBS出演）、TBS『音楽の日』（7月13日放送、TBS初生歌唱）と例年出演しなかった音楽番組に多数出演[140]。
- 7月1日 - 11月30日、自身初の展覧会「ARASHI EXHIBITION "JOURNEY" 嵐を旅する展覧会」を東京・ソニーミュージック六本木ミュージアムにて開催[141]。その後、大阪、宮城、北海道、福岡、愛知でも開催された。
- 8月24日・25日、自身最多5度目の『24時間テレビ42』メインパーソナリティーを務める[142]。
- 9月10日、ベスト・アルバム『5×20 All the BEST!! 1999-2019』が自身初、ジャニーズ事務所作品初、令和初のダブルミリオンを達成[143]。
- 9月14日、千葉県の台風15号被害に義援金6,000万円を寄付した[144]。
- 10月9日、公式YouTubeチャンネルを開設、チャンネル登録者数は開設から1日で100万人を突破した[145]。同時に、ジャニーズ所属アーティストでは初となる一部楽曲[注 8] のストリーミング配信を開始した[146]。
- 11月3日、都内で記者会見を行い、自身のYouTube公式チャンネルでも配信された[147][148]。Facebook、Twitter、Instagram、TikTok、WeiboのSNSアカウント開設、全シングル表題曲のデジタル配信開始、初のデジタルシングル『Turning Up』をリリース[149][注 9]。 北京公演、国立競技場で竣工後初の単独アーティスト公演を2日間開催することも発表された[149]。
- 11月9日、「天皇陛下御即位をお祝いする国民祭典」に出演、奉祝曲「Ray of Water」の第3楽章「Journey to Harmony」の歌唱を担当した[150]。
- 11月10日 - 11日、ジャカルタ、シンガポール、バンコク、台北の4都市をチャーター機で巡り、SNSや音楽配信の告知と20年間の感謝を伝えるための緊急記者会見「JET STORM」を行った[151]。
- 11月12日、二宮が公式ファンクラブサイトにて結婚を発表。グループ初の既婚者となった[152]。
- 12月21日、「国立競技場オープニングイベント ～HELLO, OUR STADIUM～」に出演[153]。
- 12月23日、第52回オリコン年間ランキング2019にてアーティスト別セールス部門トータル1位となり､ 歴代1位の「アーティスト別セールス部門トータル1位獲得数」を8回に自己更新した。音楽総売上は自身最高の203.3億円[154]。
- 12月25日、外務省より2020年の「日中文化・スポーツ交流推進年親善大使」として広報関連業務を委嘱された[155][156]。
- 12月31日、日本時間17時よりNetflixにてドキュメンタリーシリーズ「ARASHI's Diary -Voyage-」を、28か国語の字幕付にて全世界190か国で配信開始[157]。2021年2月まで全24話が配信された[158]。同日放送の『第70回NHK紅白歌合戦』に白組歌手として出場し大トリを担当。櫻井が白組司会を務めた[159]。

### 2020年
- 2月17日、4月に開催予定だった北京国家体育場（通称・鳥の巣）でのコンサートを断念すると公式ホームページで発表した[160][161]。
- 2月27日、第34回日本ゴールドディスク大賞の邦楽部門にて「アーティスト・オブ・ザ・イヤー」を史上初6回目の受賞。他3部門を受賞し、計4冠を獲得[162]。
- 4月1日、YouTube配信の「Johnny's World Happy LIVE with YOU」に出演。
- 4月18日 - 7月31日、新型コロナウイルス感染拡大による外出自粛期間中、家で楽しめるコンテンツを届けたいという想いから、嵐の公式YouTubeチャンネルにて様々な動画配信を行った。
  - 『ARASHI LIVE TOUR 2017-2018 「untitled」』「ARASHI アラフェス NATIONAL STADIUM 2012」の映像を公開[163][注 10]。
  - 4月25日 - 7月31日、リモート紙芝居を期間限定で配信。家で楽しめるコンテンツであると同時に、子どもたちが見ている間に親が仕事や家事の時間を作れるようにと企画されたもので、全8回配信された（現在は非公開）[164]。その後Weiboでも期間限定配信された。
- 5月2日 - 6月21日、嵐のワクワク学校オンラインを期間限定で有料配信。2019年の公演で退任を発表していたが、期間限定で復活という形になった[165]。
- 5月13日、ジャニーズ事務所所属グループによる新型コロナウイルス感染拡大防止の支援活動『Smile Up! Project』の一環として、チャリティーソング「smile」を歌う期間限定ユニット「Twenty★Twenty」が結成され、これに嵐も参加することが発表された[166]。
- 6月4日、デジタル国際映画祭「We Are One: A Global Film Festival」に参加。冒頭では英語で世界に向けてメッセージを送った[167]。
- 6月16日、Johnny's netオンライン有料配信「Johnny's World Happy LIVE with YOU」に出演。
- 6月24日、Weibo開催のアワードイベント「微博星耀盛典（Weibo Starlight Awards）」にて「最も影響力のあるグループ（アジア太平洋部門）賞」と「WEIBO新規人気アーティスト賞」をダブル受賞した[168]。
- 8月11日、2019年に発売したベストアルバム『5×20 All the BEST!! 1999-2019』の売上が330万枚（IFPI発表）[注 11] を記録し､「2019年に世界で最も売れたアルバム」としてギネス認定された[169][170]。
- 8月30日、7月29日に発売した58thシングル『カイト』が累計売上枚数1,111,451枚を記録し、自身初のシングルミリオンを達成した[171]。
- 9月14日、嵐と13の企業による、夢を持つことを応援する共同プロジェクト「HELLO NEW DREAM. PROJECT」がスタート[172]。12月11日にはプロジェクトの集大成となる活動報告をメンバー自ら行った[173]。
- 10月7日、ファンクラブ内音声コンテンツ『嵐ジオ』が配信開始された。
- 10月31日、アメリカのケーブルチャンネルMTVがYouTubeで配信している「Friday Livestream」に出演[174]。
- 11月3日、自身初となる配信コンサート「ARASHI アラフェス 2020 at NATIONAL STADIUM」を有料配信[175]。
- 11月9日、ライブ映像作品『ARASHI Anniversary Tour 5×20』（DVDとBlu-rayの累積売上）が、自身初、男性アーティスト初となるライブ映像作品ミリオンセラーを達成した[176]。
- 11月26日、オンラインライブイベント「Spotify presents Tokyo Super Hits Live 2020」に出演[177]。
- 11月、アメリカのザ･フォーラムで単独ライブを行う予定であったが、新型コロナウイルスの影響で中止になっていた事がARASHI's Diary-Voyage-にて明らかになった。[178]
- 12月17日、BrunoMars×嵐スペシャル対談「Behind the Scenes of “Whenever You Call”」世界同時有料配信[179]。
- 12月24日、13年続いた冠番組『VS嵐』が放送終了[180]。
- 12月25日、オリコン年間ランキング2020においてアーティスト別セールス部門トータルランキングで通算9度目の1位を獲得[181]。
- 12月26日、10年続いた冠番組『嵐にしやがれ』が放送終了[182]。同番組をもって全てのレギュラー番組が終了した。
- 12月30日、第62回日本レコード大賞「特別栄誉賞」を受賞し、同番組に初出演[183][184]。
- 12月31日、自身初となる生配信ライブ「This is 嵐 LIVE 2020.12.31」を開催[185]。同日放送の『第71回NHK紅白歌合戦』に白組歌手として中継にて出場、12年連続12回目の出場となった[186]。この日をもって活動休止[5]。

### 2021年
- 3月15日、第35回日本ゴールドディスク大賞の邦楽部門にて「アーティスト・オブ・ザ・イヤー」を2年連続7度目の受賞。自身が持つ最多受賞数を更新した。他4部門を受賞し、計5冠を獲得[187]。
- 5月23日、2018年から2019年にかけて開催した20周年記念ツアー「ARASHI Anniversary Tour 5×20」を撮影した、グループ初のライブ映画『ARASHI Anniversary Tour 5×20 FILM “Record of Memories”』の完成を発表[188]。同作品は第24回上海国際映画祭のGala部門とDolby Vision部門に出品され、6月11～20日の期間内で計5回にわたって上映された[189]。
- 6月23日、就任予定だったNHK東京2020オリンピック・パラリンピック放送スペシャルナビゲーターを櫻井と相葉のみ就任することが発表された。「NHK2020ソング」として米津玄師が書き下ろした「カイト」は継続して使用される[25]。
- 9月28日、櫻井と相葉がそれぞれ結婚を公式ファンクラブサイトで公表した[190]。
- 11月3日、『ARASHI Anniversary Tour 5×20 FILM “Record of Memories”』のドルビーシネマ限定先行公開が開始。丸の内ピカデリーにて舞台挨拶が行われ、相葉、松本、二宮、櫻井がサプライズ登壇して大野からのメッセージを櫻井が代読した[30]。11月26日からは全国で公開された。また、台湾、香港、マカオ、シンガポール、マレーシア、インドネシア、ブルネイでも公開された[191]。

### 2022年
- 3月22日、『ARASHI Anniversary Tour 5×20 FILM “Record of Memories”』米最大手映画興行チェーン「AMC」系列で、アメリカ全土で公開された[192][193]。
- 4月27日、「Love so sweet」が自身初となるBillboard JAPANチャートにおけるストリーミングの累計再生回数1億回を突破した[194]。

### 2023年
- 5月29日、「Love so sweet」が自身初となる日本レコード協会チャートにおける2023年4月度ストリーミング認定において累計再生回数1億回を突破し、プラチナ認定作品となった。また、「A・RA・SHI」「Happiness」「Monster」「One Love」「Turning Up」「カイト」が5000万再生を突破し、ゴールド認定となった[195]。
- 10月24日、二宮が同日付でSMILE-UP.（旧ジャニーズ事務所）を退所すると発表した[196]。その後は独立し、個人として活動する予定とした。また、嵐が再始動することになった際は嵐のメンバーとして活動は続けていくこととした[197]。
- 12月31日、全国の劇場から再上映を希望する声が多数寄せられ「ARASHI Anniversary Tour 5×20 FILM “Record of Memories”」が、大みそか特別上映”を全国272館で「声を出せる応援上映」として開催された[198]。

### 2024年
- 1月9日、昨年12月31日の映画『ARASHI Anniversary Tour 5×20 FILM “Record of Memories”』大晦日特別興行におけるストームレーベルズの全収益と、メンバー5名の同興行における報酬の全額、計6,750万円を『石川県令和6年能登半島地震災害義援金』に寄付した[199]。
- 4月10日、SMILE-UP.からSTARTO ENTERTAINMENTに移籍[200]。同日、嵐5人で新会社「株式会社嵐」を設立したことを報告した[201]。5人が株主として出資して設立し、芸能プロダクションの経営等を行う会社で、代表取締役は弁護士の四宮隆史が務めることになった[9][10][202][203]。また櫻井が個人でエージェント契約になったことを発表した[204]。
- 4月12日、令和5年間の音楽セールス動向をまとめた、オリコン令和ランキング（令和元年～5年）が発表され、アルバムランキングにおいて「5×20 All the BEST!! 1999-2019」が期間内売上219.4万枚で首位となった[205]。
- 4月19日、株式会社嵐の代表取締役を務める四宮隆史が自身のXを更新し、嵐がSTARTO ENTERTAINMENTとグループ・エージェント契約を結んだことを報告した[206][207]。
- 5月16日、松本がSTARTO ENTERTAINMENTから同年5月30日をもって独立することを、有料会員サイトを通じて発表した[208][209]。嵐のメンバーとしてのエージェント契約は継続する[209]。同社と契約を結んだタレントが独立するのは、松本が初のケースとなる[210]。
- 9月15日、 デビュー25周年に向けた6つの企画を発表[211][212]。同日正午に企画の1つであるデビュー曲「A・RA・SHI」からこれまでリリースしてきた嵐の楽曲たち計423曲の中から、自由なテーマでBEST5を選曲し､オリジナルプレイリストを作成出来る「MY BEST ARASHI」がオープン。
- 10月31日、ライブ映画『ARASHI Anniversary Tour 5×20 FILM “Record of Memories”』が、「Dolby Cinema Japan Awards 2024」のDolby Cinema賞（音楽ライブ部門）を受賞した[213]。
- 11月3日、既に公開されているものを除いた全てのミュージック・ビデオ 全71曲をYouTubeにて公開[注 12][214]。同日より翌年3月下旬まで全国の劇場にてファンクラブ会員限定のライブイベント「ARASHI FILM CONCERT TOUR 2024-2025」を開催。歌絵本「君のうた」が発売[215]。LIVE DVD 12タイトルをBlu-rayでリリース[216]。  「5×20 All the BEST!! 1999-2019」（Special Edition）をドルビーアトモス音源で配信[217]。

### 2025年
- 5月6日、2026年春に約7年ぶりとなるコンサートツアーを開催し、同ツアー終了後の5月末をもって活動終了することを発表した[218][219][220]。また、これに伴いファンクラブも2026年5月末で終了する[221]。
- 6月11日、オリコン週間ストリーミングランキングにて「Love so sweet」が自身初の累積再生数2億回突破を達成[222]。

## 受賞歴

### 日本ゴールドディスク大賞
- 第22回（2008年）[223]
  - ザ・ベスト10シングル：『Love so sweet』
- 第23回（2009年）[224]
  - シングル・オブ・ザ・イヤー：『truth/風の向こうへ』
  - ザ・ベスト10シングル：『One Love』『truth/風の向こうへ』『Beautiful days』
  - ザ・ベスト・ミュージックビデオ：『SUMMER TOUR 2007 FINAL Time -コトバノチカラ-』
- 第24回（2010年）[225]
  - アーティスト・オブ・ザ・イヤー
  - シングル・オブ・ザ・イヤー：『Believe/曇りのち、快晴』
  - ザ・ベスト5シングル：『Believe/曇りのち、快晴』『明日の記憶/Crazy Moon〜キミ・ハ・ムテキ〜』『Everything』『マイガール』
  - アルバム・オブ・ザ・イヤー：『5×10 All the BEST! 1999-2009』
  - ザ・ベスト5アルバム：『5×10 All the BEST! 1999-2009』
  - ザ・ベスト・ミュージックビデオ：『ARASHI AROUND ASIA 2008 in TOKYO』『5×10 All the BEST! CLIPS 1999-2009』
- 第25回（2011年）[226]
  - アーティスト・オブ・ザ・イヤー
  - アルバム・オブ・ザ・イヤー：『僕の見ている風景』
  - ザ・ベスト5アルバム：『僕の見ている風景』
  - ザ・ベスト5シングル：『Troublemaker』『Monster』
  - ザ・ベスト・ミュージック・ビデオ：『ARASHI Anniversary Tour 5×10』
- 第26回（2012年）[227]
  - ベスト5アルバム：『Beautiful World』
  - ベスト・ミュージック・ビデオ：『ARASHI 10-11 TOUR "Scene"〜君と僕の見ている風景〜 STADIUM』『ARASHI 10-11 TOUR "Scene"〜君と僕の見ている風景〜 DOME+』
- 第27回（2013年）[228]
  - ベスト・ミュージック・ビデオ：『ARASHI LIVE TOUR Beautiful World』
- 第28回（2014年）[229]
  - アルバム・オブ・ザ・イヤー：『LOVE』
  - ベスト5アルバム：『LOVE』
  - ベスト・ミュージック・ビデオ：『ARASHI アラフェス NATIONAL STADIUM 2012』『ARASHI LIVE TOUR Popcorn』
- 第29回（2015年）[230]
  - アーティスト・オブ・ザ・イヤー
  - ベスト5アルバム：『THE DIGITALIAN』
  - ベスト・ミュージック・ビデオ：『ARASHI アラフェス'13 NATIONAL STADIUM 2013』『ARASHI Live Tour 2013 “LOVE”』
- 第30回（2016年）[231]
  - アーティスト・オブ・ザ・イヤー
  - アルバム・オブ・ザ・イヤー：『Japonism』
  - ベスト5アルバム：『Japonism』
  - ベスト・ミュージック・ビデオ：『ARASHI BLAST in Hawaii』『ARASHI LIVE TOUR 2014 THE DIGITALIAN』
- 第31回（2017年）[232]
  - アーティスト・オブ・ザ・イヤー
  - ベスト5アルバム：『Are You Happy?』
  - ベスト・ミュージック・ビデオ：『ARASHI BLAST in Miyagi』『ARASHI LIVE TOUR 2015 Japonism』
- 第32回（2018年）[233]
  - ベスト5アルバム：『「untitled」』
  - ベスト・ミュージック・ビデオ：『ARASHI LIVE TOUR 2016-2017 Are You Happy?』
- 第33回（2019年）[234]
  - ベスト・ミュージック・ビデオ：『ARASHI LIVE TOUR 2017-2018 「untitled」』
- 第34回（2020年）[235]
  - アーティスト・オブ・ザ・イヤー
  - アルバム・オブ・ザ・イヤー：『5×20 All the BEST!! 1999-2019』
  - ベスト5アルバム：『5×20 All the BEST!! 1999-2019』
  - ベスト・ミュージック・ビデオ：『5×20 All the BEST!! CLIPS 1999-2019』
- 第35回（2021年）[236]
  - アーティスト・オブ・ザ・イヤー
  - ベスト5シングル：『カイト』
  - ベスト5アルバム：『This is 嵐』
  - ミュージック・ビデオ・オブ・ザ・イヤー：『ARASHI Anniversary Tour 5×20』
  - ベスト3ミュージック・ビデオ：『ARASHI Anniversary Tour 5×20』
- 第36回（2022年）[237]
  - ミュージック・ビデオ・オブ・ザ・イヤー：『アラフェス2020 at 国立競技場』
  - ベスト3ミュージック・ビデオ：『アラフェス2020 at 国立競技場』『This is 嵐 LIVE 2020.12.31』

### オリコン年間ランキング
- 第41回（2008年）[238]
  - シングル別売上枚数部門 1位：『truth/風の向こうへ』
  - アーティスト別シングル売上金額部門 1位
- 第42回（2009年）[239]
  - アーティスト別トータルセールス部門 1位
  - シングル別売上枚数部門 1位：『Believe/曇りのち、快晴』
  - シングル別売上金額部門 1位：『Believe/曇りのち、快晴』
  - アーティスト別シングル売上金額部門 1位
  - アルバム別売上枚数部門 1位：『5×10 All the BEST! 1999-2009』
  - アルバム別売上金額部門 1位：『5×10 All the BEST! 1999-2009』
  - ミュージックDVD別売上枚数部門 1位：『5×10 All the BEST! CLIPS 1999-2009』
  - ミュージックDVD別売上金額部門 1位：『5×10 All the BEST! CLIPS 1999-2009』
  - アーティスト別ミュージックDVD売上金額部門 1位
- 第43回（2010年）[240]
  - アーティスト別トータルセールス部門 1位
  - アーティスト別シングル売上金額部門 1位
  - アルバム別売上枚数部門 1位：『僕の見ている風景』
  - アルバム別売上金額部門 1位：『僕の見ている風景』
  - ミュージックDVD別売上枚数部門 1位：『ARASHI Anniversary Tour 5×10』
  - ミュージックDVD別売上金額部門 1位：『ARASHI Anniversary Tour 5×10』
  - アーティスト別ミュージックDVD売上金額部門 1位
- 第44回（2011年）[241]
  - アルバム別売上枚数部門 1位：『Beautiful World』
  - ミュージックDVD別売上枚数部門 1位：『ARASHI 10-11 TOUR "Scene"〜君と僕の見ている風景〜 STADIUM』
  - ミュージックDVD別売上金額部門 1位：『ARASHI 10-11 TOUR "Scene"〜君と僕の見ている風景〜 STADIUM』
  - アーティスト別ミュージックDVD売上金額部門 1位
- 第45回（2012年）[242]
  - ミュージックDVD別売上枚数部門 1位：『ARASHI LIVE TOUR Beautiful World』
  - ミュージックDVD別売上金額部門 1位：『ARASHI LIVE TOUR Beautiful World』
- 第46回（2013年）[243]
  - アーティスト別トータルセールス部門 1位
  - アルバム別売上枚数部門 1位：『LOVE』
  - アルバム別売上金額部門 1位：『LOVE』
  - ミュージックDVD別売上枚数部門 1位：『ARASHI アラフェス NATIONAL STADIUM 2012』
  - ミュージックDVD別売上金額部門 1位：『ARASHI アラフェス NATIONAL STADIUM 2012』
  - アーティスト別ミュージックDVD売上金額部門 1位
- 第47回（2014年）[103][244]
  - アーティスト別トータルセールス部門 1位
  - ミュージックDVD・BD別売上枚数部門 1位：『ARASHI アラフェス’13 NATIONAL STADIUM 2013』
  - ミュージックDVD・BD別売上金額部門 1位：『ARASHI アラフェス’13 NATIONAL STADIUM 2013』
  - アーティスト別総合ミュージックDVD・BD売上金額部門 1位
  - DVD別売上枚数部門 1位：『ARASHI アラフェス’13 NATIONAL STADIUM 2013』
  - ミュージックDVD別売上枚数部門 1位：『ARASHI アラフェス’13 NATIONAL STADIUM 2013』
  - ミュージックDVD別売上金額部門 1位：『ARASHI アラフェス’13 NATIONAL STADIUM 2013』
  - アーティスト別ミュージックDVD売上金額部門 1位
  - ミュージックBD別売上枚数部門 1位：『ARASHI Live Tour 2013 “LOVE”』
  - ミュージックBD別売上金額部門 1位：『ARASHI Live Tour 2013 “LOVE”』
  - アーティスト別ミュージックBD売上金額部門 1位
- 第48回（2015年）[112][245]
  - アーティスト別トータルセールス部門 1位
  - アルバム別売上枚数部門 1位：『Japonism』
  - ミュージックDVD・BD別売上枚数部門 1位：『ARASHI BLAST in Hawaii』
  - ミュージックDVD・BD別売上金額部門 1位：『ARASHI BLAST in Hawaii』
  - アーティスト別ミュージックDVD・BD売上金額部門 1位
  - DVD別売上枚数部門 1位：『ARASHI BLAST in Hawaii』
  - ミュージックDVD別売上枚数部門 1位：『ARASHI BLAST in Hawaii』
  - ミュージックDVD別売上金額部門 1位：『ARASHI BLAST in Hawaii』
  - アーティスト別ミュージックDVD売上金額部門 1位
  - ミュージックBD別売上枚数部門 1位：『ARASHI LIVE TOUR 2014 THE DIGITALIAN』
  - ミュージックBD別売上金額部門 1位：『ARASHI LIVE TOUR 2014 THE DIGITALIAN』
  - アーティスト別ミュージックBD売上金額部門 1位
- 第49回（2016年）[120][246]
  - アーティスト別トータルセールス部門 1位
  - アーティスト別ミュージックDVD・BDセールス部門 1位
  - アルバム別売上枚数部門 1位：『Are You Happy?』
  - ミュージックBD別売上枚数部門 1位：『ARASHI LIVE TOUR 2015 Japonism』
- 第50回（2017年）[125][247]
  - アーティスト別トータルセールス部門 1位
  - アーティスト別ミュージックDVD・BDセールス部門 1位
  - DVD別売上枚数部門 1位：『ARASHI LIVE TOUR 2016-2017 Are You Happy?』
  - ミュージックDVD別売上枚数部門 1位：『ARASHI LIVE TOUR 2016-2017 Are You Happy?』
  - BD別売上枚数部門 1位：『ARASHI LIVE TOUR 2016-2017 Are You Happy?』
  - ミュージックBD別売上枚数部門 1位：『ARASHI LIVE TOUR 2016-2017 Are You Happy?』
  - ミュージックDVD・BD別売上枚数部門 1位：『ARASHI LIVE TOUR 2016-2017 Are You Happy?』
- 第52回（2019年）[154][248]
  - アーティスト別トータルセールス部門 1位
  - アーティスト別アルバムセールス部門 1位
  - アーティスト別ミュージックDVD・BDセールス部門 1位
  - 合算アルバム別売上枚数部門 1位：『5×20 All the BEST!! 1999-2019』
  - アルバム別売上枚数部門 1位：『5×20 All the BEST!! 1999-2019』
  - DVD別売上枚数部門 1位：『5×20 All the BEST!! CLIPS 1999-2019』
  - ミュージックDVD別売上枚数部門 1位：『5×20 All the BEST!! CLIPS 1999-2019』
  - BD別売上枚数部門 1位：『5×20 All the BEST!! CLIPS 1999-2019』
  - ミュージックBD別売上枚数部門 1位：『5×20 All the BEST!! CLIPS 1999-2019』
  - ミュージックDVD・BD別売上枚数部門 1位：『5×20 All the BEST!! CLIPS 1999-2019』
- 第53回（2020年）[181][249]
  - アーティスト別トータルセールス部門 1位
  - アーティスト別ミュージックDVD・BDセールス部門 1位
  - BD別売上枚数部門 1位：『ARASHI Anniversary Tour 5×20』
  - ミュージックDVD・BD別売上枚数部門 1位：『ARASHI Anniversary Tour 5×20』
- 第54回（2021年）[250]
  - アーティスト別デジタルアルバムセールス部門 1位
  - ミュージックDVD・BD別売上枚数部門 1位：『アラフェス2020 at 国立競技場』

### Billboard JAPAN MUSIC AWARDS
- 第3回（2010年）[251]
  - Billboard Japan Hot 100 of the Year 2010：「Troublemaker」
  - Billboard Japan Top Singles Sales of the Year 2010：『Troublemaker』
- 第5回（2012年）[252]
  - Billboard JAPAN Top Pop Artist 2012
- 第6回（2013年）[253][254]
  - Billboard JAPAN Top Pop Artist 2013
  - Billboard Japan Top Albums Sales of the Year 2013：『LOVE』
- 第7回（2014年）[255]
  - Billboard Japan Hot 100 of the Year 2014：「GUTS !」
- 第8回（2015年）[256]
  - Billboard Japan Top Singles Sales of the Year 2015：『青空の下、キミのとなり』
  - Billboard Japan Top Album Sales of the Year 2015：『Japonism』
- 第9回（2016年）[257]
  - Billboard Japan Top Album Sales of the Year 2016：『Are You Happy?』
- 第12回（2019年）[258]
  - Billboard Japan Hot Albums of the Year 2019：『5×20 All the BEST!! 1999-2019』
  - Billboard Japan Top Album Sales of the Year 2019：『5×20 All the BEST!! 1999-2019』

### ザテレビジョンドラマアカデミー賞
- 第30回（2001年7月期）[259]
  - 主題歌賞：「時代」（ドラマ『金田一少年の事件簿』主題歌）
- 第59回（2008年10月期）[260]
  - ドラマソング賞：「Beautiful days」（ドラマ『流星の絆』主題歌）
- 第61回（2009年4月期）[261]
  - ドラマソング賞：「明日の記憶」（ドラマ『ザ・クイズショウ』主題歌）
- 第65回（2010年4月期）[262]
  - ドラマソング賞：「Monster」（ドラマ『怪物くん』主題歌）
- 第66回（2010年7月期）[263]
  - ドラマソング賞：「Løve Rainbow」（ドラマ『夏の恋は虹色に輝く』主題歌）
- 第67回（2010年10月期）[264]
  - ドラマソング賞：「果てない空」（ドラマ『フリーター、家を買う。』主題歌）
- 第72回（2012年1月期）[265]
  - ドラマソング賞：「ワイルド アット ハート」（ドラマ『ラッキーセブン』主題歌）
- 第73回（2012年4月期）[266]
  - ドラマソング賞：「Face Down」（ドラマ『鍵のかかった部屋』主題歌）
- 第77回（2013年4月期）[267]
  - ドラマソング賞：「Endless Game」（ドラマ『家族ゲーム』主題歌）
- 第80回（2014年1月期）[268]
  - ドラマソング賞：「Bittersweet」（ドラマ『失恋ショコラティエ』主題歌）
- 第81回（2014年4月期）[269]
  - ドラマソング賞：「誰も知らない」（ドラマ『死神くん』主題歌）
- 第84回（2015年1月期）[270]
  - ドラマソング賞：「Sakura」（ドラマ『ウロボロス〜この愛こそ、正義。』主題歌）
- 第85回（2015年4月期）[271]
  - ドラマソング賞：「青空の下、キミのとなり」（ドラマ『ようこそ、わが家へ』主題歌）
- 第89回（2016年4月期）[272]
  - ドラマソング賞：「Daylight」（ドラマ『99.9-刑事専門弁護士-』主題歌）
- 第95回（2017年10月期）[273]
  - ドラマソング賞：「Doors 〜勇気の軌跡〜」（ドラマ『先に生まれただけの僕』主題歌）

### その他
- 微博星耀盛典（Weibo Starlight Awards）2019[168]
  - 最も影響力のあるグループ（アジア太平洋部門）賞
  - 新人賞
- IFPI[274]
  - Global Album of 2019：『5×20 All the BEST!! 1999-2019』
- ギネス世界記録[169][170]
  - 2019年に最も売れたアルバム：『5×20 All the BEST!! 1999-2019』
- 第62回日本レコード大賞[275]
  - 特別栄誉賞

- Dolby Cinema Japan Awards 2024[276]
  - Dolby Cinema賞（音楽ライブ部門）

## タイアップ
| 楽曲                                      | タイアップ                                                                                             |
| ----------------------------------------- | --- |
| A・RA・SHI                                | フジテレビ系『バレーボールワールドカップ1999』イメージソング                                           |
| A・RA・SHI                                | フジテレビ系ドラマ『Vの嵐』主題歌                                                                      |
| 明日に向かって                            | フジテレビ系ドラマ『Vの嵐』挿入歌                                                                      |
| SUNRISE日本                               | フジテレビ系『プロ野球ニュース2000』テーマソング                                                       |
| HORIZON                                   | フジテレビ系『第31回春の高校バレー』イメージソング                                                     |
| HORIZON                                   | CM：森永乳業「エスキモーpino」                                                                         |
| 明日に向かって吠えろ                      | フジテレビ系『シドニーオリンピック男子バレーボール世界最終予選』イメージソング                         |
| 明日に向かって吠えろ                      | 2000年夏開催イベント「o-daiba.com お台場どっと混む!」イメージソング                                    |
| 台風ジェネレーション -Typhoon Generation- | CM：ブルボンひとくちサイズ「プチ」                                                                     |
| 感謝カンゲキ雨嵐                          | フジテレビ系ドラマ『涙をふいて』オープニングテーマ                                                     |
| OK!ALL RIGHT! いい恋をしよう              | CM：ブルボンひとくちサイズ「プチ」                                                                     |
| On Sunday                                 | 日本テレビ系ドラマ『史上最悪のデート』主題歌                                                           |
| Deepな冒険                                | NHK-BS『ザ少年倶楽部』エンディングテーマ                                                               |
| 野性を知りたい                            | CM：ブルボンひとくちサイズ「プチ」                                                                     |
| ココロチラリ                              | CM：日本マクドナルド「オイシサの嵐キャンペーン」                                                       |
| 君のために僕がいる                        | CM：森永乳業「エスキモーpino」                                                                         |
| はなさない!                               | フジテレビ系『第32回春の高校バレー』イメージソング                                                     |
| 時代                                      | 日本テレビ系ドラマ『金田一少年の事件簿』主題歌                                                         |
| 恋はブレッキー                            | TBS系『USO!?ジャパン』テーマソング                                                                     |
| 好きだった                                | TBS系『ガキバラ帝国2000!』テーマソング                                                                 |
| ペーパーライダー                          | TBS系『USO!?ジャパン』テーマソング                                                                     |
| a Day in Our Life                         | TBS系ドラマ『木更津キャッツアイ』主題歌                                                                |
| a Day in Our Life                         | TBS系『USO!?ジャパン』テーマソング                                                                     |
| a Day in Our Life                         | 映画『木更津キャッツアイ 日本シリーズ』主題歌                                                          |
| a Day in Our Life                         | 映画『木更津キャッツアイ ワールドシリーズ』主題歌                                                      |
| ナイスな心意気                            | フジテレビ系アニメ『こちら葛飾区亀有公園前派出所』エンディングテーマ                                   |
| Easy Crazy Break Down                     | フジテレビ系『第33回春の高校バレー』イメージソング                                                     |
| ALL or NOTHING                            | TBS系『USO!?ジャパン』テーマソング                                                                     |
| 眠らないカラダ                            | TBS系『USO!?ジャパン』テーマソング                                                                     |
| IROあせないで                             | CM：森永乳業「エスキモーpino」                                                                         |
| 愛してると言えない                        | CM：ブルボンひとくちサイズ「プチ」                                                                     |
| 星のFreeWay                               | CM：ARASHI ファンツアー イン ハワイ                                                                    |
| PIKA☆NCHI                                 | 映画『ピカ☆ンチ LIFE IS HARDだけどHAPPY』主題歌                                                        |
| PIKA☆NCHI                                 | 映画『ピカ☆★☆ンチ LIFE IS HARD たぶんHAPPY』エンディングテーマ                                         |
| 道                                        | 映画『ピカ☆ンチ LIFE IS HARDだけどHAPPY』挿入歌                                                        |
| とまどいながら                            | 日本テレビ系ドラマ『よい子の味方 〜新米保育士物語〜』主題歌                                            |
| コイゴコロ                                | フジテレビ系『第34回春の高校バレー』イメージソング                                                     |
| Lucky Man                                 | 日本テレビ系『Dの嵐!』オープニングテーマ                                                               |
| できるだけ                                | CM：森永乳業「エスキモーpino」                                                                         |
| 15th Moon                                 | TBS系『USO!?ジャパン』テーマソング                                                                     |
| ハダシの未来                              | コカ・コーラ「2003年夏」キャンペーンソング                                                             |
| 言葉より大切なもの                        | TBS系ドラマ『Stand Up!!』主題歌                                                                        |
| 言葉より大切なもの                        | テレビ東京系『有吉ぃぃeeeee!そうだ!今からお前んチでゲームしない?』2021年1月度エンディングテーマ        |
| PIKA★★NCHI DOUBLE                         | 映画『ピカ☆☆ンチ LIFE IS HARDだからHAPPY』主題歌                                                       |
| PIKA★★NCHI DOUBLE                         | 映画『ピカ☆★☆ンチ LIFE IS HARD たぶんHAPPY』オープニングテーマ                                         |
| 五里霧中                                  | 日本テレビ系『Dの嵐!』オープニングテーマ                                                               |
| 道 DOUBLE Ver.                            | 映画『ピカ☆☆ンチ LIFE IS HARDだからHAPPY』挿入歌                                                       |
| RIGHT BACK TO YOU                         | CM：PARCO「'04夏PARCOグランバザール」                                                                  |
| 瞳の中のGalaxy                            | テレビ朝日系ドラマ『南くんの恋人』主題歌                                                               |
| Hero                                      | 日本テレビ系『アテネオリンピック』テーマソング                                                         |
| サクラ咲ケ                                | CM：城南予備校                                                                                         |
| 素晴らしき世界                            | フジテレビ系『まごまご嵐』エンディングテーマ                                                           |
| WISH                                      | TBS系ドラマ『花より男子』主題歌                                                                        |
| きっと大丈夫                              | ハウスウェルネスフーズ「C1000×嵐」キャンペーンソング                                                   |
| きっと大丈夫                              | フジテレビ系『まごまご嵐』エンディングテーマ                                                           |
| 春風スニーカー                            | CM：ニベア花王「8×4パウダースプレー」                                                                  |
| アオゾラペダル                            | 映画『ハチミツとクローバー』エンディングテーマ                                                         |
| Kissからはじめよう                        | CM：ニベア花王「8×4パウダースプレー」                                                                  |
| Love so sweet                             | TBS系ドラマ『花より男子2』主題歌                                                                       |
| Love so sweet                             | CM：キリン「午後の紅茶」                                                                               |
| Love so sweet                             | CM：ソフトバンク 5Gプロジェクト「5Gバーチャル大合唱」                                                  |
| いつまでも                                | フジテレビ系『まごまご嵐』エンディングテーマ                                                           |
| ファイトソング                            | 日本テレビ系『Gの嵐!』公式応援歌                                                                       |
| 涙の流れ星                                | 映画『黄色い涙』テーマソング                                                                           |
| もどり雨                                  | 映画『黄色い涙』劇中歌                                                                                 |
| We can make it!                           | 日本テレビ系ドラマ『バンビ〜ノ!』主題歌                                                                |
| Di-Li-Li                                  | ハウスウェルネスフーズ「C1000×嵐'07」キャンペーンソング                                                |
| Oh Yeah!                                  | CM：ハウスウェルネスフーズ「C1000」                                                                    |
| Happiness                                 | TBS系ドラマ『山田太郎ものがたり』主題歌                                                                |
| Happiness                                 | CM：JAL「先得キャンペーン」                                                                            |
| Still...                                  | フジテレビ系『まごまご嵐』エンディングテーマ                                                           |
| Still...                                  | フジテレビ系『GRA』エンディングテーマ                                                                  |
| Still...                                  | TBS系『ひみつの嵐ちゃん!』最終回エンディングテーマ                                                     |
| Step and Go                               | フジテレビ系『GRA』エンディングテーマ                                                                  |
| 冬を抱きしめて                            | CM：ハウスウェルネスフーズ「C1000レモンウォーター」                                                    |
| YOUR SONG                                 | 観光庁「観光立国ナビゲーター 観光大使 Arashi Message from Japan」CMソング                              |
| One Love                                  | 映画『花より男子F』主題歌                                                                              |
| truth                                     | TBS系ドラマ『魔王』主題歌                                                                              |
| 風の向こうへ                              | 日本テレビ系『北京オリンピック』テーマソング                                                           |
| スマイル                                  | CM：ハウス食品「とんがりコーン」                                                                       |
| Beautiful days                            | TBS系ドラマ『流星の絆』主題歌                                                                          |
| Beautiful days                            | GAORA『GAORAプロ野球中継』北海道日本ハムファイターズ戦2019年度エンディングテーマ                       |
| 僕が僕のすべて                            | CM：au by KDDI                                                                                         |
| Believe                                   | 映画『ヤッターマン』主題歌                                                                             |
| Crazy Moon〜キミ・ハ・ムテキ〜            | CM：コーセー「エスプリークプレシャス」                                                                 |
| 明日の記憶                                | 日本テレビ系ドラマ『ザ・クイズショウ』主題歌                                                           |
| Everything                                | CM：au by KDDI                                                                                         |
| season                                    | CM：au by KDDI                                                                                         |
| Green                                     | 日本テレビ系『Touch! eco 2009 いま、私達にできること。 ズームイン!!SUPER×NEWS ZERO』エンディングテーマ |
| マイガール                                | テレビ朝日系ドラマ『マイガール』主題歌                                                                 |
| 時計じかけのアンブレラ                    | フジテレビ系ドラマ『0号室の客』主題歌                                                                  |
| LIFE                                      | CM：エイブル                                                                                           |
| 揺らせ、今を                              | 日本テレビ系『ズームイン!!SUPER』『ズームイン!!サタデー』冬のテーマソング                              |
| 揺らせ、今を                              | 日本テレビ『バンクーバーオリンピック』テーマソング                                                     |
| Troublemaker                              | TBS系ドラマ『特上カバチ!!』主題歌                                                                      |
| 空高く                                    | フジテレビ系ドラマ『最後の約束』主題歌                                                                 |
| Monster                                   | 日本テレビ系ドラマ『怪物くん』主題歌                                                                   |
| Monster                                   | 映画『映画 怪物くん』主題歌                                                                            |
| To be free                                | CM：アサヒ飲料「三ツ矢サイダー」                                                                       |
| movin' on                                 | CM：JAL 「感謝を行動に」                                                                               |
| Løve Rainbow                              | フジテレビ系ドラマ『夏の恋は虹色に輝く』主題歌                                                         |
| Dear Snow                                 | 映画『大奥』主題歌                                                                                     |
| 果てない空                                | フジテレビ系ドラマ『フリーター、家を買う。』主題歌                                                     |
| Summer Splash!                            | CM：JAL「JALわくわくアロハ計画2010」                                                                   |
| Lotus                                     | テレビ朝日系ドラマ『バーテンダー』主題歌                                                               |
| 遠くまで                                  | JAL「嵐、JALで、夏旅」キャンペーンソング                                                               |
| 迷宮ラブソング                            | フジテレビ系ドラマ『謎解きはディナーのあとで』主題歌                                                   |
| 迷宮ラブソング                            | 映画『映画 謎解きはディナーのあとで』主題歌                                                            |
| ワイルド アット ハート                    | フジテレビ系ドラマ『ラッキーセブン』主題歌                                                             |
| Face Down                                 | フジテレビ系ドラマ『鍵のかかった部屋』主題歌                                                           |
| Your Eyes                                 | 日本テレビ系ドラマ『三毛猫ホームズの推理』主題歌                                                       |
| 駆け抜けろ！                              | CM：日産自動車「セレナS-HYBRID」                                                                       |
| 証                                        | 日本テレビ系『ロンドンオリンピック』テーマソング                                                       |
| Calling                                   | フジテレビ系ドラマ『ラストホープ』主題歌                                                               |
| Breathless                                | 映画『プラチナデータ』主題歌                                                                           |
| ふるさと                                  | NHK『みんなのうた』2013年4月 - 5月度オンエア楽曲                                                       |
| ふるさと                                  | NHK『特集ドラマ はじまりの歌』主題歌                                                                   |
| Endless Game                              | フジテレビ系ドラマ『家族ゲーム』主題歌                                                                 |
| Bittersweet                               | フジテレビ系ドラマ『失恋ショコラティエ』主題歌                                                         |
| Road to Glory                             | 日本テレビ系『ソチオリンピック』テーマソング                                                           |
| GUTS !                                    | 日本テレビ系ドラマ『弱くても勝てます 〜青志先生とへっぽこ高校球児の野望〜』主題歌                      |
| 誰も知らない                              | テレビ朝日系ドラマ『死神くん』主題歌                                                                   |
| Sakura                                    | TBS系ドラマ『ウロボロス〜この愛こそ、正義。』主題歌                                                    |
| 青空の下、キミのとなり                    | フジテレビ系ドラマ『ようこそ、わが家へ』主題歌                                                         |
| 愛を叫べ                                  | CM：リクルート『ゼクシィ』                                                                             |
| ユメニカケル                              | JAL「FLY to 2020」キャンペーンソング                                                                   |
| ユメニカケル                              | CM：JAL「がんばろう日本！2020」                                                                        |
| ユメニカケル                              | CM：JAL「がんばろう日本！大会後」                                                                      |
| 復活LOVE                                  | CM：NTTドコモ「dヒッツ」                                                                               |
| Do my best                                | NHK総合『グッと!スポーツ』テーマソング                                                                 |
| I seek                                    | 日本テレビ系ドラマ『世界一難しい恋』主題歌                                                             |
| Daylight                                  | TBS系ドラマ『99.9-刑事専門弁護士-』主題歌                                                              |
| Daylight                                  | TBS系ドラマ『99.9-刑事専門弁護士-完全新作SP 新たな出会い篇～映画公開前夜祭～』主題歌                   |
| Power of the Paradise                     | 日本テレビ系『リオデジャネイロオリンピック』テーマソング                                               |
| Power of the Paradise                     | 日本テレビ系『世界の果てまでイッテQ!』内コーナー「ロッチ中岡のQTube」テーマソング                      |
| Don't You Get It                          | CM：日立ロボットクリーナー「ミニマル」                                                                 |
| I'll be there                             | フジテレビ系ドラマ『貴族探偵』主題歌                                                                   |
| Reach for the sky 〜天までとどけ〜        | CM：JAL「JAL先得キャンペーン2017」                                                                     |
| つなぐ                                    | 映画『忍びの国』主題歌                                                                                 |
| Doors 〜勇気の軌跡〜                      | 日本テレビ系ドラマ『先に生まれただけの僕』主題歌                                                       |
| NOW or NEVER                              | CM：ガンホー・オンライン・エンターテイメント「パズル&ドラゴンズ」                                      |
| Find The Answer                           | TBS系ドラマ『99.9-刑事専門弁護士-SEASON II』主題歌                                                     |
| Find The Answer                           | 映画『99.9-刑事専門弁護士-THE MOVIE』主題歌                                                            |
| 白が舞う                                  | 日本テレビ系『平昌オリンピック』テーマソング                                                           |
| 夏疾風                                    | 2018ABC夏の高校野球応援ソング                                                                          |
| 夏疾風                                    | テレビ朝日系『熱闘甲子園』テーマソング                                                                 |
| Sky Again                                 | CM：JAL「Fly for it!」                                                                                 |
| 君のうた                                  | テレビ朝日系ドラマ『僕とシッポと神楽坂』主題歌                                                         |
| BRAVE                                     | 日本テレビ系『ラグビーワールドカップ2019』イメージソング                                               |
| BRAVE                                     | 日本テレビ系『ラグビーワールドカップ2023』イメージソング                                               |
| カイト                                    | NHK2020ソング                                                                                          |
| カイト                                    | NHK『みんなのうた』2020年2月 - 3月・4月 - 5月度オンエア楽曲                                            |
| Party Starters                            | CM：ソフトバンク 5Gプロジェクト「これからだ」                                                          |
| 言葉より大切なもの                        | テレビ東京系『有吉ぃぃeeeee!そうだ!今からお前んチでゲームしない?』1月の勝手にEDテーマ                  |
| A・RA・SHI -for dream ver.-               | CM：HELLO NEW DREAM. PROJECT                                                                           |

## 単独コンサート
| タイトル                                                    | 公演日 | 公演日 | 公演日 | 公演会場                                | 公演数   | 備考      |
| ----------------------------------------------------------- | ------ | ------ | ------ | --------------------------------------- | -------- | --------- |
| 嵐 FIRST CONCERT 2000                                       | 2000年 | 4月    | 6日    | 大阪城ホール                            | 全6公演  |           |
| 嵐 FIRST CONCERT 2000                                       | 2000年 | 4月    | 29日   | 横浜アリーナ                            | 全6公演  |           |
| 嵐 FIRST CONCERT 2000                                       | 2000年 | 4月    | 30日   | 横浜アリーナ                            | 全6公演  |           |
| 嵐〜台風ジェネレーション〜SUMMER CONCERT 2000               | 2000年 | 8月    | 13日   | 名古屋レインボーホール                  | 全10公演 |           |
| 嵐〜台風ジェネレーション〜SUMMER CONCERT 2000               | 2000年 | 8月    | 14日   | 福岡サンパレス                          | 全10公演 |           |
| 嵐〜台風ジェネレーション〜SUMMER CONCERT 2000               | 2000年 | 8月    | 23日   | 大阪城ホール                            | 全10公演 |           |
| 嵐〜台風ジェネレーション〜SUMMER CONCERT 2000               | 2000年 | 8月    | 28日   | 横浜アリーナ                            | 全10公演 |           |
| 嵐〜台風ジェネレーション〜SUMMER CONCERT 2000               | 2000年 | 8月    | 29日   | 横浜アリーナ                            | 全10公演 |           |
| ARASHI SPRING CONCERT 2001 〜嵐が春の嵐を呼ぶコンサート〜   | 2001年 | 3月    | 25日   | 仙台サンプラザ                          | 全29公演 | [ 注 13 ] |
| ARASHI SPRING CONCERT 2001 〜嵐が春の嵐を呼ぶコンサート〜   | 2001年 | 3月    | 26日   | 仙台サンプラザ                          | 全29公演 | [ 注 13 ] |
| ARASHI SPRING CONCERT 2001 〜嵐が春の嵐を呼ぶコンサート〜   | 2001年 | 3月    | 28日   | 大阪城ホール                            | 全29公演 | [ 注 13 ] |
| ARASHI SPRING CONCERT 2001 〜嵐が春の嵐を呼ぶコンサート〜   | 2001年 | 3月    | 29日   | 大阪城ホール                            | 全29公演 | [ 注 13 ] |
| ARASHI SPRING CONCERT 2001 〜嵐が春の嵐を呼ぶコンサート〜   | 2001年 | 3月    | 31日   | 名古屋レインボーホール                  | 全29公演 | [ 注 13 ] |
| ARASHI SPRING CONCERT 2001 〜嵐が春の嵐を呼ぶコンサート〜   | 2001年 | 4月    | 1日    | 名古屋レインボーホール                  | 全29公演 | [ 注 13 ] |
| ARASHI SPRING CONCERT 2001 〜嵐が春の嵐を呼ぶコンサート〜   | 2001年 | 4月    | 2日    | 北海道厚生年金会館                      | 全29公演 | [ 注 13 ] |
| ARASHI SPRING CONCERT 2001 〜嵐が春の嵐を呼ぶコンサート〜   | 2001年 | 4月    | 3日    | 北海道厚生年金会館                      | 全29公演 | [ 注 13 ] |
| ARASHI SPRING CONCERT 2001 〜嵐が春の嵐を呼ぶコンサート〜   | 2001年 | 4月    | 5日    | マリンメッセ福岡                        | 全29公演 | [ 注 13 ] |
| ARASHI SPRING CONCERT 2001 〜嵐が春の嵐を呼ぶコンサート〜   | 2001年 | 4月    | 8日    | 広島グリーンアリーナ                    | 全29公演 | [ 注 13 ] |
| ARASHI SPRING CONCERT 2001 〜嵐が春の嵐を呼ぶコンサート〜   | 2001年 | 4月    | 21日   | 金沢市観光会館                          | 全29公演 | [ 注 13 ] |
| ARASHI SPRING CONCERT 2001 〜嵐が春の嵐を呼ぶコンサート〜   | 2001年 | 4月    | 22日   | 富山オーバード・ホール                  | 全29公演 | [ 注 13 ] |
| ARASHI SPRING CONCERT 2001 〜嵐が春の嵐を呼ぶコンサート〜   | 2001年 | 4月    | 29日   | さいたまスーパーアリーナ                | 全29公演 | [ 注 13 ] |
| ARASHI SPRING CONCERT 2001 〜嵐が春の嵐を呼ぶコンサート〜   | 2001年 | 4月    | 30日   | さいたまスーパーアリーナ                | 全29公演 | [ 注 13 ] |
| ARASHI All Arena tour Join the STORM nagoya osaka yokohama  | 2001年 | 12月   | 23日   | 名古屋レインボーホール                  | 全13公演 |           |
| ARASHI All Arena tour Join the STORM nagoya osaka yokohama  | 2001年 | 12月   | 24日   | 名古屋レインボーホール                  | 全13公演 |           |
| ARASHI All Arena tour Join the STORM nagoya osaka yokohama  | 2002年 | 1月    | 2日    | 横浜アリーナ                            | 全13公演 |           |
| ARASHI All Arena tour Join the STORM nagoya osaka yokohama  | 2002年 | 1月    | 3日    | 横浜アリーナ                            | 全13公演 |           |
| ARASHI All Arena tour Join the STORM nagoya osaka yokohama  | 2002年 | 1月    | 4日    | 横浜アリーナ                            | 全13公演 |           |
| ARASHI All Arena tour Join the STORM nagoya osaka yokohama  | 2002年 | 1月    | 6日    | 大阪城ホール                            | 全13公演 |           |
| ARASHI All Arena tour Join the STORM nagoya osaka yokohama  | 2002年 | 1月    | 7日    | 大阪城ホール                            | 全13公演 |           |
| ARASHI SUMMER 2002 HERE WE GO!                              | 2002年 | 8月    | 6日    | 大阪城ホール                            | 全20公演 | [ 注 14 ] |
| ARASHI SUMMER 2002 HERE WE GO!                              | 2002年 | 8月    | 7日    | 大阪城ホール                            | 全20公演 | [ 注 14 ] |
| ARASHI SUMMER 2002 HERE WE GO!                              | 2002年 | 8月    | 11日   | 真駒内屋外競技場                        | 全20公演 | [ 注 14 ] |
| ARASHI SUMMER 2002 HERE WE GO!                              | 2002年 | 8月    | 17日   | さいたまスーパーアリーナ                | 全20公演 | [ 注 14 ] |
| ARASHI SUMMER 2002 HERE WE GO!                              | 2002年 | 8月    | 18日   | さいたまスーパーアリーナ                | 全20公演 | [ 注 14 ] |
| ARASHI SUMMER 2002 HERE WE GO!                              | 2002年 | 8月    | 20日   | 広島グリーンアリーナ                    | 全20公演 | [ 注 14 ] |
| ARASHI SUMMER 2002 HERE WE GO!                              | 2002年 | 8月    | 21日   | 広島グリーンアリーナ                    | 全20公演 | [ 注 14 ] |
| ARASHI SUMMER 2002 HERE WE GO!                              | 2002年 | 8月    | 23日   | 宮城県総合体育館                        | 全20公演 | [ 注 14 ] |
| ARASHI SUMMER 2002 HERE WE GO!                              | 2002年 | 8月    | 24日   | 宮城県総合体育館                        | 全20公演 | [ 注 14 ] |
| ARASHI SUMMER 2002 HERE WE GO!                              | 2002年 | 8月    | 27日   | 名古屋レインボーホール                  | 全20公演 | [ 注 14 ] |
| ARASHI SUMMER 2002 HERE WE GO!                              | 2002年 | 8月    | 28日   | 名古屋レインボーホール                  | 全20公演 | [ 注 14 ] |
| ARASHI SUMMER 2002 HERE WE GO!                              | 2002年 | 9月    | 7日    | マリンメッセ福岡                        | 全20公演 | [ 注 14 ] |
| ARASHI SUMMER 2002 HERE WE GO!                              | 2002年 | 9月    | 8日    | マリンメッセ福岡                        | 全20公演 | [ 注 14 ] |
| ARASHI STORM CONCERT 2003 新嵐 ATARASHI ARASHI              | 2002年 | 12月   | 28日   | 名古屋レインボーホール                  | 全13公演 |           |
| ARASHI STORM CONCERT 2003 新嵐 ATARASHI ARASHI              | 2002年 | 12月   | 29日   | 名古屋レインボーホール                  | 全13公演 |           |
| ARASHI STORM CONCERT 2003 新嵐 ATARASHI ARASHI              | 2003年 | 1月    | 3日    | 横浜アリーナ                            | 全13公演 |           |
| ARASHI STORM CONCERT 2003 新嵐 ATARASHI ARASHI              | 2003年 | 1月    | 4日    | 横浜アリーナ                            | 全13公演 |           |
| ARASHI STORM CONCERT 2003 新嵐 ATARASHI ARASHI              | 2003年 | 1月    | 5日    | 横浜アリーナ                            | 全13公演 |           |
| ARASHI STORM CONCERT 2003 新嵐 ATARASHI ARASHI              | 2003年 | 1月    | 11日   | 大阪城ホール                            | 全13公演 |           |
| ARASHI STORM CONCERT 2003 新嵐 ATARASHI ARASHI              | 2003年 | 1月    | 12日   | 大阪城ホール                            | 全13公演 |           |
| ARASHI STORM CONCERT 2003 新嵐 ATARASHI ARASHI              | 2003年 | 1月    | 13日   | 大阪城ホール                            | 全13公演 |           |
| USO!?ジャパン special summer ARASHI 2003 How's it going?    | 2003年 | 8月    | 7日    | 北海道立総合体育センター                | 全22公演 |           |
| USO!?ジャパン special summer ARASHI 2003 How's it going?    | 2003年 | 8月    | 13日   | 宮城県総合体育館                        | 全22公演 |           |
| USO!?ジャパン special summer ARASHI 2003 How's it going?    | 2003年 | 8月    | 15日   | 朱鷺メッセ・ 新潟コンベンションセンター | 全22公演 |           |
| USO!?ジャパン special summer ARASHI 2003 How's it going?    | 2003年 | 8月    | 17日   | マリンメッセ福岡                        | 全22公演 |           |
| USO!?ジャパン special summer ARASHI 2003 How's it going?    | 2003年 | 8月    | 18日   | マリンメッセ福岡                        | 全22公演 |           |
| USO!?ジャパン special summer ARASHI 2003 How's it going?    | 2003年 | 8月    | 20日   | 大阪城ホール                            | 全22公演 |           |
| USO!?ジャパン special summer ARASHI 2003 How's it going?    | 2003年 | 8月    | 21日   | 大阪城ホール                            | 全22公演 |           |
| USO!?ジャパン special summer ARASHI 2003 How's it going?    | 2003年 | 8月    | 22日   | 大阪城ホール                            | 全22公演 |           |
| USO!?ジャパン special summer ARASHI 2003 How's it going?    | 2003年 | 8月    | 25日   | 名古屋レインボーホール                  | 全22公演 |           |
| USO!?ジャパン special summer ARASHI 2003 How's it going?    | 2003年 | 8月    | 26日   | 名古屋レインボーホール                  | 全22公演 |           |
| USO!?ジャパン special summer ARASHI 2003 How's it going?    | 2003年 | 8月    | 29日   | 広島グリーンアリーナ                    | 全22公演 |           |
| USO!?ジャパン special summer ARASHI 2003 How's it going?    | 2003年 | 8月    | 31日   | 愛媛県県民文化会館                      | 全22公演 |           |
| USO!?ジャパン special summer ARASHI 2003 How's it going?    | 2003年 | 9月    | 6日    | さいたまスーパーアリーナ                | 全22公演 |           |
| USO!?ジャパン special summer ARASHI 2003 How's it going?    | 2003年 | 9月    | 7日    | さいたまスーパーアリーナ                | 全22公演 |           |
| WINTER CONCERT 2003-2004〜LIVE IS HARD だから HAPPY〜       | 2003年 | 12月   | 28日   | 名古屋レインボーホール                  | 全15公演 | [ 注 15 ] |
| WINTER CONCERT 2003-2004〜LIVE IS HARD だから HAPPY〜       | 2003年 | 12月   | 29日   | 名古屋レインボーホール                  | 全15公演 | [ 注 15 ] |
| WINTER CONCERT 2003-2004〜LIVE IS HARD だから HAPPY〜       | 2004年 | 1月    | 2日    | 横浜アリーナ                            | 全15公演 | [ 注 15 ] |
| WINTER CONCERT 2003-2004〜LIVE IS HARD だから HAPPY〜       | 2004年 | 1月    | 3日    | 横浜アリーナ                            | 全15公演 | [ 注 15 ] |
| WINTER CONCERT 2003-2004〜LIVE IS HARD だから HAPPY〜       | 2004年 | 1月    | 4日    | 横浜アリーナ                            | 全15公演 | [ 注 15 ] |
| WINTER CONCERT 2003-2004〜LIVE IS HARD だから HAPPY〜       | 2004年 | 1月    | 5日    | 横浜アリーナ                            | 全15公演 | [ 注 15 ] |
| WINTER CONCERT 2003-2004〜LIVE IS HARD だから HAPPY〜       | 2004年 | 1月    | 11日   | 大阪城ホール                            | 全15公演 | [ 注 15 ] |
| WINTER CONCERT 2003-2004〜LIVE IS HARD だから HAPPY〜       | 2004年 | 1月    | 12日   | 大阪城ホール                            | 全15公演 | [ 注 15 ] |
| 2004Dの嵐!Presents嵐! いざッ、Now Tour!!                    | 2004年 | 7月    | 27日   | 大阪城ホール                            | 全27公演 |           |
| 2004Dの嵐!Presents嵐! いざッ、Now Tour!!                    | 2004年 | 7月    | 28日   | 大阪城ホール                            | 全27公演 |           |
| 2004Dの嵐!Presents嵐! いざッ、Now Tour!!                    | 2004年 | 8月    | 2日    | 横浜アリーナ                            | 全27公演 |           |
| 2004Dの嵐!Presents嵐! いざッ、Now Tour!!                    | 2004年 | 8月    | 3日    | 横浜アリーナ                            | 全27公演 |           |
| 2004Dの嵐!Presents嵐! いざッ、Now Tour!!                    | 2004年 | 8月    | 4日    | 横浜アリーナ                            | 全27公演 |           |
| 2004Dの嵐!Presents嵐! いざッ、Now Tour!!                    | 2004年 | 8月    | 6日    | 名古屋レインボーホール                  | 全27公演 |           |
| 2004Dの嵐!Presents嵐! いざッ、Now Tour!!                    | 2004年 | 8月    | 7日    | 名古屋レインボーホール                  | 全27公演 |           |
| 2004Dの嵐!Presents嵐! いざッ、Now Tour!!                    | 2004年 | 8月    | 11日   | 北海道立総合体育センター                | 全27公演 |           |
| 2004Dの嵐!Presents嵐! いざッ、Now Tour!!                    | 2004年 | 8月    | 15日   | 宮城県総合体育館                        | 全27公演 |           |
| 2004Dの嵐!Presents嵐! いざッ、Now Tour!!                    | 2004年 | 8月    | 17日   | 長野ビッグハット                        | 全27公演 |           |
| 2004Dの嵐!Presents嵐! いざッ、Now Tour!!                    | 2004年 | 8月    | 20日   | 広島グリーンアリーナ                    | 全27公演 |           |
| 2004Dの嵐!Presents嵐! いざッ、Now Tour!!                    | 2004年 | 8月    | 24日   | 朱鷺メッセ・ 新潟コンベンションセンター | 全27公演 |           |
| 2004Dの嵐!Presents嵐! いざッ、Now Tour!!                    | 2004年 | 8月    | 29日   | 浜松アリーナ                            | 全27公演 |           |
| 2004Dの嵐!Presents嵐! いざッ、Now Tour!!                    | 2004年 | 8月    | 31日   | マリンメッセ福岡                        | 全27公演 |           |
| 嵐 LIVE 2005 "One" SUMMER TOUR                              | 2005年 | 7月    | 26日   | 大阪城ホール                            | 全27公演 |           |
| 嵐 LIVE 2005 "One" SUMMER TOUR                              | 2005年 | 7月    | 27日   | 大阪城ホール                            | 全27公演 |           |
| 嵐 LIVE 2005 "One" SUMMER TOUR                              | 2005年 | 7月    | 29日   | 国立代々木競技場第一体育館              | 全27公演 |           |
| 嵐 LIVE 2005 "One" SUMMER TOUR                              | 2005年 | 7月    | 30日   | 国立代々木競技場第一体育館              | 全27公演 |           |
| 嵐 LIVE 2005 "One" SUMMER TOUR                              | 2005年 | 7月    | 31日   | 国立代々木競技場第一体育館              | 全27公演 |           |
| 嵐 LIVE 2005 "One" SUMMER TOUR                              | 2005年 | 8月    | 1日    | 国立代々木競技場第一体育館              | 全27公演 |           |
| 嵐 LIVE 2005 "One" SUMMER TOUR                              | 2005年 | 8月    | 4日    | 仙台市体育館                            | 全27公演 |           |
| 嵐 LIVE 2005 "One" SUMMER TOUR                              | 2005年 | 8月    | 6日    | 北海道立総合体育センター                | 全27公演 |           |
| 嵐 LIVE 2005 "One" SUMMER TOUR                              | 2005年 | 8月    | 9日    | マリンメッセ福岡                        | 全27公演 |           |
| 嵐 LIVE 2005 "One" SUMMER TOUR                              | 2005年 | 8月    | 14日   | 朱鷺メッセ・ 新潟コンベンションセンター | 全27公演 |           |
| 嵐 LIVE 2005 "One" SUMMER TOUR                              | 2005年 | 8月    | 16日   | 名古屋レインボーホール                  | 全27公演 |           |
| 嵐 LIVE 2005 "One" SUMMER TOUR                              | 2005年 | 8月    | 17日   | 名古屋レインボーホール                  | 全27公演 |           |
| 嵐 LIVE 2005 "One" SUMMER TOUR                              | 2005年 | 8月    | 19日   | 広島グリーンアリーナ                    | 全27公演 |           |
| 嵐 LIVE 2005 "One" SUMMER TOUR                              | 2005年 | 8月    | 23日   | 国立代々木競技場第一体育館              | 全27公演 |           |
| 嵐 LIVE 2005 "One" SUMMER TOUR                              | 2005年 | 8月    | 24日   | 国立代々木競技場第一体育館              | 全27公演 |           |
| 嵐 SUMMER TOUR 2006 “ARASHIC ARACHIC ARASICK Cool&Soul”     | 2006年 | 7月    | 9日    | 北海道立総合体育センター                | 全37公演 |           |
| 嵐 SUMMER TOUR 2006 “ARASHIC ARACHIC ARASICK Cool&Soul”     | 2006年 | 7月    | 16日   | 広島グリーンアリーナ                    | 全37公演 |           |
| 嵐 SUMMER TOUR 2006 “ARASHIC ARACHIC ARASICK Cool&Soul”     | 2006年 | 7月    | 22日   | 横浜アリーナ                            | 全37公演 |           |
| 嵐 SUMMER TOUR 2006 “ARASHIC ARACHIC ARASICK Cool&Soul”     | 2006年 | 7月    | 23日   | 横浜アリーナ                            | 全37公演 |           |
| 嵐 SUMMER TOUR 2006 “ARASHIC ARACHIC ARASICK Cool&Soul”     | 2006年 | 7月    | 29日   | 大阪城ホール                            | 全37公演 |           |
| 嵐 SUMMER TOUR 2006 “ARASHIC ARACHIC ARASICK Cool&Soul”     | 2006年 | 7月    | 30日   | 大阪城ホール                            | 全37公演 |           |
| 嵐 SUMMER TOUR 2006 “ARASHIC ARACHIC ARASICK Cool&Soul”     | 2006年 | 8月    | 2日    | 長野ビッグハット                        | 全37公演 |           |
| 嵐 SUMMER TOUR 2006 “ARASHIC ARACHIC ARASICK Cool&Soul”     | 2006年 | 8月    | 9日    | マリンメッセ福岡                        | 全37公演 |           |
| 嵐 SUMMER TOUR 2006 “ARASHIC ARACHIC ARASICK Cool&Soul”     | 2006年 | 8月    | 13日   | サンドーム福井                          | 全37公演 |           |
| 嵐 SUMMER TOUR 2006 “ARASHIC ARACHIC ARASICK Cool&Soul”     | 2006年 | 8月    | 16日   | 宮城県総合体育館                        | 全37公演 |           |
| 嵐 SUMMER TOUR 2006 “ARASHIC ARACHIC ARASICK Cool&Soul”     | 2006年 | 8月    | 19日   | 名古屋レインボーホール                  | 全37公演 |           |
| 嵐 SUMMER TOUR 2006 “ARASHIC ARACHIC ARASICK Cool&Soul”     | 2006年 | 8月    | 20日   | 名古屋レインボーホール                  | 全37公演 |           |
| 嵐 SUMMER TOUR 2006 “ARASHIC ARACHIC ARASICK Cool&Soul”     | 2006年 | 8月    | 23日   | 新潟市産業振興センター                  | 全37公演 |           |
| 嵐 SUMMER TOUR 2006 “ARASHIC ARACHIC ARASICK Cool&Soul”     | 2006年 | 8月    | 24日   | 新潟市産業振興センター                  | 全37公演 |           |
| 嵐 SUMMER TOUR 2006 “ARASHIC ARACHIC ARASICK Cool&Soul”     | 2006年 | 8月    | 29日   | 横浜アリーナ                            | 全37公演 |           |
| 嵐 SUMMER TOUR 2006 “ARASHIC ARACHIC ARASICK Cool&Soul”     | 2006年 | 8月    | 30日   | 横浜アリーナ                            | 全37公演 |           |
| 嵐 SUMMER TOUR 2006 “ARASHIC ARACHIC ARASICK Cool&Soul”     | 2006年 | 8月    | 31日   | 横浜アリーナ                            | 全37公演 |           |
| ARASHI FIRST CONCERT 2006 in Taipei〜久等了!嵐來了!〜       | 2006年 | 9月    | 16日   | 台北アリーナ                            | 全2公演  |           |
| ARASHI FIRST CONCERT 2006 in Taipei〜久等了!嵐來了!〜       | 2006年 | 9月    | 17日   | 台北アリーナ                            | 全2公演  |           |
| ARASHI FIRST CONCERT 2006 in Seoul 〜You are my 서울 SOUL〜 | 2006年 | 11月   | 11日   | オリンピック公園オリンピックホール      | 全4公演  | [ 注 16 ] |
| ARASHI FIRST CONCERT 2006 in Seoul 〜You are my 서울 SOUL〜 | 2006年 | 11月   | 12日   | オリンピック公園オリンピックホール      | 全4公演  | [ 注 16 ] |
| 凱旋記念公演ARASHI AROUND ASIA                              | 2007年 | 1月    | 3日    | 横浜アリーナ                            | 全9公演  |           |
| 凱旋記念公演ARASHI AROUND ASIA                              | 2007年 | 1月    | 4日    | 横浜アリーナ                            | 全9公演  |           |
| 凱旋記念公演ARASHI AROUND ASIA                              | 2007年 | 1月    | 5日    | 横浜アリーナ                            | 全9公演  |           |
| 凱旋記念公演ARASHI AROUND ASIA                              | 2007年 | 1月    | 7日    | 大阪城ホール                            | 全9公演  |           |
| 凱旋記念公演ARASHI AROUND ASIA                              | 2007年 | 1月    | 8日    | 大阪城ホール                            | 全9公演  |           |
| 凱旋記念最終公演 ARASHI AROUND ASIA+in Dome                 | 2007年 | 4月    | 21日   | 京セラドーム大阪                        | 全4公演  | [ 注 17 ] |
| 凱旋記念最終公演 ARASHI AROUND ASIA+in Dome                 | 2007年 | 4月    | 22日   | 京セラドーム大阪                        | 全4公演  | [ 注 17 ] |
| 凱旋記念最終公演 ARASHI AROUND ASIA+in Dome                 | 2007年 | 4月    | 29日   | 東京ドーム                              | 全4公演  | [ 注 17 ] |
| 凱旋記念最終公演 ARASHI AROUND ASIA+in Dome                 | 2007年 | 4月    | 30日   | 東京ドーム                              | 全4公演  | [ 注 17 ] |
| ARASHI SUMMER TOUR 2007 Time -コトバノチカラ-               | 2007年 | 7月    | 14日   | 大阪城ホール                            | 全47公演 | [ 注 18 ] |
| ARASHI SUMMER TOUR 2007 Time -コトバノチカラ-               | 2007年 | 7月    | 15日   | 大阪城ホール                            | 全47公演 | [ 注 18 ] |
| ARASHI SUMMER TOUR 2007 Time -コトバノチカラ-               | 2007年 | 7月    | 16日   | 大阪城ホール                            | 全47公演 | [ 注 18 ] |
| ARASHI SUMMER TOUR 2007 Time -コトバノチカラ-               | 2007年 | 7月    | 21日   | 北海道立総合体育センター                | 全47公演 | [ 注 18 ] |
| ARASHI SUMMER TOUR 2007 Time -コトバノチカラ-               | 2007年 | 7月    | 22日   | 北海道立総合体育センター                | 全47公演 | [ 注 18 ] |
| ARASHI SUMMER TOUR 2007 Time -コトバノチカラ-               | 2007年 | 7月    | 28日   | 横浜アリーナ                            | 全47公演 | [ 注 18 ] |
| ARASHI SUMMER TOUR 2007 Time -コトバノチカラ-               | 2007年 | 7月    | 29日   | 横浜アリーナ                            | 全47公演 | [ 注 18 ] |
| ARASHI SUMMER TOUR 2007 Time -コトバノチカラ-               | 2007年 | 7月    | 30日   | 横浜アリーナ                            | 全47公演 | [ 注 18 ] |
| ARASHI SUMMER TOUR 2007 Time -コトバノチカラ-               | 2007年 | 7月    | 31日   | 横浜アリーナ                            | 全47公演 | [ 注 18 ] |
| ARASHI SUMMER TOUR 2007 Time -コトバノチカラ-               | 2007年 | 8月    | 1日    | 横浜アリーナ                            | 全47公演 | [ 注 18 ] |
| ARASHI SUMMER TOUR 2007 Time -コトバノチカラ-               | 2007年 | 8月    | 5日    | 長野ビッグハット                        | 全47公演 | [ 注 18 ] |
| ARASHI SUMMER TOUR 2007 Time -コトバノチカラ-               | 2007年 | 8月    | 8日    | 石川県産業展示館4号館                   | 全47公演 | [ 注 18 ] |
| ARASHI SUMMER TOUR 2007 Time -コトバノチカラ-               | 2007年 | 8月    | 11日   | 広島グリーンアリーナ                    | 全47公演 | [ 注 18 ] |
| ARASHI SUMMER TOUR 2007 Time -コトバノチカラ-               | 2007年 | 8月    | 12日   | 広島グリーンアリーナ                    | 全47公演 | [ 注 18 ] |
| ARASHI SUMMER TOUR 2007 Time -コトバノチカラ-               | 2007年 | 8月    | 14日   | マリンメッセ福岡                        | 全47公演 | [ 注 18 ] |
| ARASHI SUMMER TOUR 2007 Time -コトバノチカラ-               | 2007年 | 8月    | 17日   | 鹿児島アリーナ                          | 全47公演 | [ 注 18 ] |
| ARASHI SUMMER TOUR 2007 Time -コトバノチカラ-               | 2007年 | 8月    | 21日   | 日本ガイシホール                        | 全47公演 | [ 注 18 ] |
| ARASHI SUMMER TOUR 2007 Time -コトバノチカラ-               | 2007年 | 8月    | 22日   | 日本ガイシホール                        | 全47公演 | [ 注 18 ] |
| ARASHI SUMMER TOUR 2007 Time -コトバノチカラ-               | 2007年 | 8月    | 25日   | ホットハウススーパーアリーナ            | 全47公演 | [ 注 18 ] |
| ARASHI SUMMER TOUR 2007 Time -コトバノチカラ-               | 2007年 | 8月    | 26日   | ホットハウススーパーアリーナ            | 全47公演 | [ 注 18 ] |
| ARASHI SUMMER TOUR 2007 Time -コトバノチカラ-               | 2007年 | 8月    | 29日   | 浜松アリーナ                            | 全47公演 | [ 注 18 ] |
| ARASHI SUMMER TOUR 2007 Time -コトバノチカラ-               | 2007年 | 8月    | 30日   | 浜松アリーナ                            | 全47公演 | [ 注 18 ] |
| ARASHI SUMMER TOUR 2007 Time -コトバノチカラ-               | 2007年 | 9月    | 1日    | 朱鷺メッセ・ 新潟コンベンションセンター | 全47公演 | [ 注 18 ] |
| ARASHI SUMMER TOUR 2007 Time -コトバノチカラ-               | 2007年 | 9月    | 2日    | 朱鷺メッセ・ 新潟コンベンションセンター | 全47公演 | [ 注 18 ] |
| ARASHI SUMMER TOUR 2007 Time -コトバノチカラ-               | 2007年 | 9月    | 23日   | 京セラドーム大阪                        | 全47公演 | [ 注 18 ] |
| ARASHI SUMMER TOUR 2007 Time -コトバノチカラ-               | 2007年 | 9月    | 24日   | 京セラドーム大阪                        | 全47公演 | [ 注 18 ] |
| ARASHI SUMMER TOUR 2007 Time -コトバノチカラ-               | 2007年 | 10月   | 7日    | 東京ドーム                              | 全47公演 | [ 注 18 ] |
| ARASHI SUMMER TOUR 2007 Time -コトバノチカラ-               | 2007年 | 10月   | 8日    | 東京ドーム                              | 全47公演 | [ 注 18 ] |
| ARASHI Marks 2008 Dream-A-live                              | 2008年 | 5月    | 16日   | 京セラドーム大阪                        | 全10公演 |           |
| ARASHI Marks 2008 Dream-A-live                              | 2008年 | 5月    | 18日   | 京セラドーム大阪                        | 全10公演 |           |
| ARASHI Marks 2008 Dream-A-live                              | 2008年 | 5月    | 31日   | ナゴヤドーム                            | 全10公演 |           |
| ARASHI Marks 2008 Dream-A-live                              | 2008年 | 6月    | 1日    | ナゴヤドーム                            | 全10公演 |           |
| ARASHI Marks 2008 Dream-A-live                              | 2008年 | 6月    | 14日   | 東京ドーム                              | 全10公演 |           |
| ARASHI Marks 2008 Dream-A-live                              | 2008年 | 6月    | 15日   | 東京ドーム                              | 全10公演 |           |
| ARASHI Marks 2008 Dream-A-live                              | 2008年 | 6月    | 18日   | 福岡 Yahoo! JAPANドーム                 | 全10公演 |           |
| ARASHI Marks 2008 Dream-A-live                              | 2008年 | 6月    | 19日   | 福岡 Yahoo! JAPANドーム                 | 全10公演 |           |
| ARASHI Marks 2008 Dream-A-live                              | 2008年 | 7月    | 5日    | 札幌ドーム                              | 全10公演 |           |
| ARASHI Marks 2008 Dream-A-live                              | 2008年 | 7月    | 6日    | 札幌ドーム                              | 全10公演 |           |
| Arashi marks ARASHI AROUND ASIA 2008                        | 2008年 | 9月    | 5日    | 国立霞ヶ丘競技場                        | 全10公演 |           |
| Arashi marks ARASHI AROUND ASIA 2008                        | 2008年 | 9月    | 6日    | 国立霞ヶ丘競技場                        | 全10公演 |           |
| Arashi marks ARASHI AROUND ASIA 2008                        | 2008年 | 10月   | 11日   | 台北アリーナ                            | 全10公演 |           |
| Arashi marks ARASHI AROUND ASIA 2008                        | 2008年 | 10月   | 12日   | 台北アリーナ                            | 全10公演 |           |
| Arashi marks ARASHI AROUND ASIA 2008                        | 2008年 | 11月   | 1日    | オリンピック公園 フェンシング競技場     | 全10公演 |           |
| Arashi marks ARASHI AROUND ASIA 2008                        | 2008年 | 11月   | 2日    | オリンピック公園 フェンシング競技場     | 全10公演 |           |
| Arashi marks ARASHI AROUND ASIA 2008                        | 2008年 | 11月   | 15日   | 上海大舞台                              | 全10公演 |           |
| Arashi marks ARASHI AROUND ASIA 2008                        | 2008年 | 11月   | 16日   | 上海大舞台                              | 全10公演 |           |
| ARASHI Anniversary Tour 5×10                                | 2009年 | 8月    | 28日   | 国立霞ヶ丘競技場                        | 全15公演 |           |
| ARASHI Anniversary Tour 5×10                                | 2009年 | 8月    | 29日   | 国立霞ヶ丘競技場                        | 全15公演 |           |
| ARASHI Anniversary Tour 5×10                                | 2009年 | 8月    | 30日   | 国立霞ヶ丘競技場                        | 全15公演 |           |
| ARASHI Anniversary Tour 5×10                                | 2009年 | 9月    | 18日   | 福岡 Yahoo! JAPANドーム                 | 全15公演 |           |
| ARASHI Anniversary Tour 5×10                                | 2009年 | 9月    | 19日   | 福岡 Yahoo! JAPANドーム                 | 全15公演 |           |
| ARASHI Anniversary Tour 5×10                                | 2009年 | 9月    | 25日   | 京セラドーム大阪                        | 全15公演 |           |
| ARASHI Anniversary Tour 5×10                                | 2009年 | 9月    | 26日   | 京セラドーム大阪                        | 全15公演 |           |
| ARASHI Anniversary Tour 5×10                                | 2009年 | 9月    | 27日   | 京セラドーム大阪                        | 全15公演 |           |
| ARASHI Anniversary Tour 5×10                                | 2009年 | 11月   | 14日   | 札幌ドーム                              | 全15公演 |           |
| ARASHI Anniversary Tour 5×10                                | 2009年 | 11月   | 15日   | 札幌ドーム                              | 全15公演 |           |
| ARASHI Anniversary Tour 5×10                                | 2009年 | 12月   | 4日    | 東京ドーム                              | 全15公演 |           |
| ARASHI Anniversary Tour 5×10                                | 2009年 | 12月   | 5日    | 東京ドーム                              | 全15公演 |           |
| ARASHI Anniversary Tour 5×10                                | 2009年 | 12月   | 6日    | 東京ドーム                              | 全15公演 |           |
| ARASHI Anniversary Tour 5×10                                | 2010年 | 1月    | 16日   | ナゴヤドーム                            | 全15公演 |           |
| ARASHI Anniversary Tour 5×10                                | 2010年 | 1月    | 17日   | ナゴヤドーム                            | 全15公演 |           |
| ARASHI 10-11 TOUR "Scene"〜君と僕の見ている風景〜           | 2010年 | 8月    | 21日   | 国立霞ヶ丘競技場                        | 全16公演 | [ 注 19 ] |
| ARASHI 10-11 TOUR "Scene"〜君と僕の見ている風景〜           | 2010年 | 8月    | 22日   | 国立霞ヶ丘競技場                        | 全16公演 | [ 注 19 ] |
| ARASHI 10-11 TOUR "Scene"〜君と僕の見ている風景〜           | 2010年 | 9月    | 3日    | 国立霞ヶ丘競技場                        | 全16公演 | [ 注 19 ] |
| ARASHI 10-11 TOUR "Scene"〜君と僕の見ている風景〜           | 2010年 | 9月    | 4日    | 国立霞ヶ丘競技場                        | 全16公演 | [ 注 19 ] |
| ARASHI 10-11 TOUR "Scene"〜君と僕の見ている風景〜           | 2010年 | 10月   | 29日   | 京セラドーム大阪                        | 全16公演 | [ 注 19 ] |
| ARASHI 10-11 TOUR "Scene"〜君と僕の見ている風景〜           | 2010年 | 10月   | 30日   | 京セラドーム大阪                        | 全16公演 | [ 注 19 ] |
| ARASHI 10-11 TOUR "Scene"〜君と僕の見ている風景〜           | 2010年 | 10月   | 31日   | 京セラドーム大阪                        | 全16公演 | [ 注 19 ] |
| ARASHI 10-11 TOUR "Scene"〜君と僕の見ている風景〜           | 2010年 | 11月   | 13日   | 札幌ドーム                              | 全16公演 | [ 注 19 ] |
| ARASHI 10-11 TOUR "Scene"〜君と僕の見ている風景〜           | 2010年 | 11月   | 14日   | 札幌ドーム                              | 全16公演 | [ 注 19 ] |
| ARASHI 10-11 TOUR "Scene"〜君と僕の見ている風景〜           | 2010年 | 11月   | 19日   | 東京ドーム                              | 全16公演 | [ 注 19 ] |
| ARASHI 10-11 TOUR "Scene"〜君と僕の見ている風景〜           | 2010年 | 11月   | 20日   | 東京ドーム                              | 全16公演 | [ 注 19 ] |
| ARASHI 10-11 TOUR "Scene"〜君と僕の見ている風景〜           | 2010年 | 11月   | 21日   | 東京ドーム                              | 全16公演 | [ 注 19 ] |
| ARASHI 10-11 TOUR "Scene"〜君と僕の見ている風景〜           | 2010年 | 12月   | 4日    | ナゴヤドーム                            | 全16公演 | [ 注 19 ] |
| ARASHI 10-11 TOUR "Scene"〜君と僕の見ている風景〜           | 2010年 | 12月   | 5日    | ナゴヤドーム                            | 全16公演 | [ 注 19 ] |
| ARASHI 10-11 TOUR "Scene"〜君と僕の見ている風景〜           | 2011年 | 1月    | 15日   | 福岡 Yahoo! JAPANドーム                 | 全16公演 | [ 注 19 ] |
| ARASHI 10-11 TOUR "Scene"〜君と僕の見ている風景〜           | 2011年 | 1月    | 16日   | 福岡 Yahoo! JAPANドーム                 | 全16公演 | [ 注 19 ] |
| ARASHI LIVE TOUR Beautiful World                            | 2011年 | 7月    | 24日   | 京セラドーム大阪                        | 全11公演 | [ 注 20 ] |
| ARASHI LIVE TOUR Beautiful World                            | 2011年 | 7月    | 30日   | 札幌ドーム                              | 全11公演 | [ 注 20 ] |
| ARASHI LIVE TOUR Beautiful World                            | 2011年 | 7月    | 31日   | 札幌ドーム                              | 全11公演 | [ 注 20 ] |
| ARASHI LIVE TOUR Beautiful World                            | 2011年 | 9月    | 3日    | 国立霞ヶ丘競技場                        | 全11公演 | [ 注 20 ] |
| ARASHI LIVE TOUR Beautiful World                            | 2011年 | 9月    | 4日    | 国立霞ヶ丘競技場                        | 全11公演 | [ 注 20 ] |
| ARASHI LIVE TOUR Beautiful World                            | 2012年 | 1月    | 3日    | 京セラドーム大阪                        | 全11公演 | [ 注 20 ] |
| ARASHI LIVE TOUR Beautiful World                            | 2012年 | 1月    | 4日    | 京セラドーム大阪                        | 全11公演 | [ 注 20 ] |
| ARASHI LIVE TOUR Beautiful World                            | 2012年 | 1月    | 7日    | ナゴヤドーム                            | 全11公演 | [ 注 20 ] |
| ARASHI LIVE TOUR Beautiful World                            | 2012年 | 1月    | 8日    | ナゴヤドーム                            | 全11公演 | [ 注 20 ] |
| ARASHI LIVE TOUR Beautiful World                            | 2012年 | 1月    | 14日   | 福岡 Yahoo! JAPANドーム                 | 全11公演 | [ 注 20 ] |
| ARASHI LIVE TOUR Beautiful World                            | 2012年 | 1月    | 15日   | 福岡 Yahoo! JAPANドーム                 | 全11公演 | [ 注 20 ] |
| ARASHI アラフェス NATIONAL STADIUM 2012                     | 2012年 | 9月    | 20日   | 国立霞ヶ丘競技場                        | 全2公演  |           |
| ARASHI アラフェス NATIONAL STADIUM 2012                     | 2012年 | 9月    | 21日   | 国立霞ヶ丘競技場                        | 全2公演  |           |
| ARASHI LIVE TOUR Popcorn                                    | 2012年 | 11月   | 16日   | 京セラドーム大阪                        | 全16公演 |           |
| ARASHI LIVE TOUR Popcorn                                    | 2012年 | 11月   | 17日   | 京セラドーム大阪                        | 全16公演 |           |
| ARASHI LIVE TOUR Popcorn                                    | 2012年 | 11月   | 18日   | 京セラドーム大阪                        | 全16公演 |           |
| ARASHI LIVE TOUR Popcorn                                    | 2012年 | 11月   | 30日   | 札幌ドーム                              | 全16公演 |           |
| ARASHI LIVE TOUR Popcorn                                    | 2012年 | 12月   | 1日    | 札幌ドーム                              | 全16公演 |           |
| ARASHI LIVE TOUR Popcorn                                    | 2012年 | 12月   | 2日    | 札幌ドーム                              | 全16公演 |           |
| ARASHI LIVE TOUR Popcorn                                    | 2012年 | 12月   | 7日    | 福岡 Yahoo! JAPANドーム                 | 全16公演 |           |
| ARASHI LIVE TOUR Popcorn                                    | 2012年 | 12月   | 8日    | 福岡 Yahoo! JAPANドーム                 | 全16公演 |           |
| ARASHI LIVE TOUR Popcorn                                    | 2012年 | 12月   | 9日    | 福岡 Yahoo! JAPANドーム                 | 全16公演 |           |
| ARASHI LIVE TOUR Popcorn                                    | 2012年 | 12月   | 13日   | 東京ドーム                              | 全16公演 |           |
| ARASHI LIVE TOUR Popcorn                                    | 2012年 | 12月   | 14日   | 東京ドーム                              | 全16公演 |           |
| ARASHI LIVE TOUR Popcorn                                    | 2012年 | 12月   | 15日   | 東京ドーム                              | 全16公演 |           |
| ARASHI LIVE TOUR Popcorn                                    | 2012年 | 12月   | 16日   | 東京ドーム                              | 全16公演 |           |
| ARASHI LIVE TOUR Popcorn                                    | 2013年 | 1月    | 11日   | ナゴヤドーム                            | 全16公演 |           |
| ARASHI LIVE TOUR Popcorn                                    | 2013年 | 1月    | 12日   | ナゴヤドーム                            | 全16公演 |           |
| ARASHI LIVE TOUR Popcorn                                    | 2013年 | 1月    | 13日   | ナゴヤドーム                            | 全16公演 |           |
| ARASHI アラフェス'13 NATIONAL STADIUM 2013                  | 2013年 | 9月    | 21日   | 国立霞ヶ丘競技場                        | 全2公演  |           |
| ARASHI アラフェス'13 NATIONAL STADIUM 2013                  | 2013年 | 9月    | 22日   | 国立霞ヶ丘競技場                        | 全2公演  |           |
| ARASHI Live Tour 2013 “LOVE”                                | 2013年 | 11月   | 8日    | ナゴヤドーム                            | 全16公演 |           |
| ARASHI Live Tour 2013 “LOVE”                                | 2013年 | 11月   | 9日    | ナゴヤドーム                            | 全16公演 |           |
| ARASHI Live Tour 2013 “LOVE”                                | 2013年 | 11月   | 10日   | ナゴヤドーム                            | 全16公演 |           |
| ARASHI Live Tour 2013 “LOVE”                                | 2013年 | 11月   | 15日   | 札幌ドーム                              | 全16公演 |           |
| ARASHI Live Tour 2013 “LOVE”                                | 2013年 | 11月   | 16日   | 札幌ドーム                              | 全16公演 |           |
| ARASHI Live Tour 2013 “LOVE”                                | 2013年 | 11月   | 17日   | 札幌ドーム                              | 全16公演 |           |
| ARASHI Live Tour 2013 “LOVE”                                | 2013年 | 11月   | 22日   | 京セラドーム大阪                        | 全16公演 |           |
| ARASHI Live Tour 2013 “LOVE”                                | 2013年 | 11月   | 23日   | 京セラドーム大阪                        | 全16公演 |           |
| ARASHI Live Tour 2013 “LOVE”                                | 2013年 | 11月   | 24日   | 京セラドーム大阪                        | 全16公演 |           |
| ARASHI Live Tour 2013 “LOVE”                                | 2013年 | 12月   | 12日   | 東京ドーム                              | 全16公演 |           |
| ARASHI Live Tour 2013 “LOVE”                                | 2013年 | 12月   | 13日   | 東京ドーム                              | 全16公演 |           |
| ARASHI Live Tour 2013 “LOVE”                                | 2013年 | 12月   | 14日   | 東京ドーム                              | 全16公演 |           |
| ARASHI Live Tour 2013 “LOVE”                                | 2013年 | 12月   | 15日   | 東京ドーム                              | 全16公演 |           |
| ARASHI Live Tour 2013 “LOVE”                                | 2013年 | 12月   | 20日   | 福岡 ヤフオク!ドーム                    | 全16公演 |           |
| ARASHI Live Tour 2013 “LOVE”                                | 2013年 | 12月   | 21日   | 福岡 ヤフオク!ドーム                    | 全16公演 |           |
| ARASHI Live Tour 2013 “LOVE”                                | 2013年 | 12月   | 22日   | 福岡 ヤフオク!ドーム                    | 全16公演 |           |
| ARASHI BLAST in Hawaii                                      | 2014年 | 9月    | 19日   | オアフ島ホノルル郊外                    | 全2公演  | 。        |
| ARASHI BLAST in Hawaii                                      | 2014年 | 9月    | 20日   | オアフ島ホノルル郊外                    | 全2公演  | 。        |
| ARASHI LIVE TOUR 2014 THE DIGITALIAN                        | 2014年 | 11月   | 14日   | 福岡 ヤフオク!ドーム                    | 全18公演 |           |
| ARASHI LIVE TOUR 2014 THE DIGITALIAN                        | 2014年 | 11月   | 15日   | 福岡 ヤフオク!ドーム                    | 全18公演 |           |
| ARASHI LIVE TOUR 2014 THE DIGITALIAN                        | 2014年 | 11月   | 16日   | 福岡 ヤフオク!ドーム                    | 全18公演 |           |
| ARASHI LIVE TOUR 2014 THE DIGITALIAN                        | 2014年 | 11月   | 27日   | 京セラドーム大阪                        | 全18公演 |           |
| ARASHI LIVE TOUR 2014 THE DIGITALIAN                        | 2014年 | 11月   | 28日   | 京セラドーム大阪                        | 全18公演 |           |
| ARASHI LIVE TOUR 2014 THE DIGITALIAN                        | 2014年 | 11月   | 29日   | 京セラドーム大阪                        | 全18公演 |           |
| ARASHI LIVE TOUR 2014 THE DIGITALIAN                        | 2014年 | 11月   | 30日   | 京セラドーム大阪                        | 全18公演 |           |
| ARASHI LIVE TOUR 2014 THE DIGITALIAN                        | 2014年 | 12月   | 5日    | ナゴヤドーム                            | 全18公演 |           |
| ARASHI LIVE TOUR 2014 THE DIGITALIAN                        | 2014年 | 12月   | 6日    | ナゴヤドーム                            | 全18公演 |           |
| ARASHI LIVE TOUR 2014 THE DIGITALIAN                        | 2014年 | 12月   | 7日    | ナゴヤドーム                            | 全18公演 |           |
| ARASHI LIVE TOUR 2014 THE DIGITALIAN                        | 2014年 | 12月   | 12日   | 札幌ドーム                              | 全18公演 |           |
| ARASHI LIVE TOUR 2014 THE DIGITALIAN                        | 2014年 | 12月   | 13日   | 札幌ドーム                              | 全18公演 |           |
| ARASHI LIVE TOUR 2014 THE DIGITALIAN                        | 2014年 | 12月   | 14日   | 札幌ドーム                              | 全18公演 |           |
| ARASHI LIVE TOUR 2014 THE DIGITALIAN                        | 2014年 | 12月   | 19日   | 東京ドーム                              | 全18公演 |           |
| ARASHI LIVE TOUR 2014 THE DIGITALIAN                        | 2014年 | 12月   | 20日   | 東京ドーム                              | 全18公演 |           |
| ARASHI LIVE TOUR 2014 THE DIGITALIAN                        | 2014年 | 12月   | 21日   | 東京ドーム                              | 全18公演 |           |
| ARASHI LIVE TOUR 2014 THE DIGITALIAN                        | 2014年 | 12月   | 22日   | 東京ドーム                              | 全18公演 |           |
| ARASHI LIVE TOUR 2014 THE DIGITALIAN                        | 2014年 | 12月   | 23日   | 東京ドーム                              | 全18公演 |           |
| ARASHI BLAST in Miyagi                                      | 2015年 | 9月    | 19日   | ひとめぼれスタジアム宮城                | 全4公演  |           |
| ARASHI BLAST in Miyagi                                      | 2015年 | 9月    | 20日   | ひとめぼれスタジアム宮城                | 全4公演  |           |
| ARASHI BLAST in Miyagi                                      | 2015年 | 9月    | 22日   | ひとめぼれスタジアム宮城                | 全4公演  |           |
| ARASHI BLAST in Miyagi                                      | 2015年 | 9月    | 23日   | ひとめぼれスタジアム宮城                | 全4公演  |           |
| ARASHI LIVE TOUR 2015 Japonism                              | 2015年 | 11月   | 6日    | ナゴヤドーム                            | 全17公演 |           |
| ARASHI LIVE TOUR 2015 Japonism                              | 2015年 | 11月   | 7日    | ナゴヤドーム                            | 全17公演 |           |
| ARASHI LIVE TOUR 2015 Japonism                              | 2015年 | 11月   | 8日    | ナゴヤドーム                            | 全17公演 |           |
| ARASHI LIVE TOUR 2015 Japonism                              | 2015年 | 11月   | 13日   | 札幌ドーム                              | 全17公演 |           |
| ARASHI LIVE TOUR 2015 Japonism                              | 2015年 | 11月   | 14日   | 札幌ドーム                              | 全17公演 |           |
| ARASHI LIVE TOUR 2015 Japonism                              | 2015年 | 11月   | 15日   | 札幌ドーム                              | 全17公演 |           |
| ARASHI LIVE TOUR 2015 Japonism                              | 2015年 | 11月   | 26日   | 京セラドーム大阪                        | 全17公演 |           |
| ARASHI LIVE TOUR 2015 Japonism                              | 2015年 | 11月   | 27日   | 京セラドーム大阪                        | 全17公演 |           |
| ARASHI LIVE TOUR 2015 Japonism                              | 2015年 | 11月   | 28日   | 京セラドーム大阪                        | 全17公演 |           |
| ARASHI LIVE TOUR 2015 Japonism                              | 2015年 | 11月   | 29日   | 京セラドーム大阪                        | 全17公演 |           |
| ARASHI LIVE TOUR 2015 Japonism                              | 2015年 | 12月   | 17日   | 福岡 ヤフオク!ドーム                    | 全17公演 |           |
| ARASHI LIVE TOUR 2015 Japonism                              | 2015年 | 12月   | 18日   | 福岡 ヤフオク!ドーム                    | 全17公演 |           |
| ARASHI LIVE TOUR 2015 Japonism                              | 2015年 | 12月   | 19日   | 福岡 ヤフオク!ドーム                    | 全17公演 |           |
| ARASHI LIVE TOUR 2015 Japonism                              | 2015年 | 12月   | 23日   | 東京ドーム                              | 全17公演 |           |
| ARASHI LIVE TOUR 2015 Japonism                              | 2015年 | 12月   | 24日   | 東京ドーム                              | 全17公演 |           |
| ARASHI LIVE TOUR 2015 Japonism                              | 2015年 | 12月   | 26日   | 東京ドーム                              | 全17公演 |           |
| ARASHI LIVE TOUR 2015 Japonism                              | 2015年 | 12月   | 27日   | 東京ドーム                              | 全17公演 |           |
| ARASHI “Japonism Show” in ARENA                             | 2016年 | 4月    | 23日   | サンドーム福井                          | 全17公演 |           |
| ARASHI “Japonism Show” in ARENA                             | 2016年 | 4月    | 24日   | サンドーム福井                          | 全17公演 |           |
| ARASHI “Japonism Show” in ARENA                             | 2016年 | 5月    | 7日    | 広島グリーンアリーナ                    | 全17公演 |           |
| ARASHI “Japonism Show” in ARENA                             | 2016年 | 5月    | 8日    | 広島グリーンアリーナ                    | 全17公演 |           |
| ARASHI “Japonism Show” in ARENA                             | 2016年 | 7月    | 23日   | エコパアリーナ                          | 全17公演 |           |
| ARASHI “Japonism Show” in ARENA                             | 2016年 | 7月    | 24日   | エコパアリーナ                          | 全17公演 |           |
| ARASHI “Japonism Show” in ARENA                             | 2016年 | 7月    | 30日   | 鹿児島アリーナ                          | 全17公演 |           |
| ARASHI “Japonism Show” in ARENA                             | 2016年 | 7月    | 31日   | 鹿児島アリーナ                          | 全17公演 |           |
| ARASHI “Japonism Show” in ARENA                             | 2016年 | 8月    | 6日    | 長野エムウェーブ                        | 全17公演 |           |
| ARASHI “Japonism Show” in ARENA                             | 2016年 | 8月    | 7日    | 長野エムウェーブ                        | 全17公演 |           |
| ARASHI “Japonism Show” in ARENA                             | 2016年 | 8月    | 9日    | 横浜アリーナ                            | 全17公演 |           |
| ARASHI “Japonism Show” in ARENA                             | 2016年 | 8月    | 10日   | 横浜アリーナ                            | 全17公演 |           |
| ARASHI LIVE TOUR 2016-2017 Are You Happy?                   | 2016年 | 11月   | 11日   | 札幌ドーム                              | 全18公演 |           |
| ARASHI LIVE TOUR 2016-2017 Are You Happy?                   | 2016年 | 11月   | 12日   | 札幌ドーム                              | 全18公演 |           |
| ARASHI LIVE TOUR 2016-2017 Are You Happy?                   | 2016年 | 11月   | 13日   | 札幌ドーム                              | 全18公演 |           |
| ARASHI LIVE TOUR 2016-2017 Are You Happy?                   | 2016年 | 11月   | 19日   | 東京ドーム                              | 全18公演 |           |
| ARASHI LIVE TOUR 2016-2017 Are You Happy?                   | 2016年 | 11月   | 20日   | 東京ドーム                              | 全18公演 |           |
| ARASHI LIVE TOUR 2016-2017 Are You Happy?                   | 2016年 | 11月   | 21日   | 東京ドーム                              | 全18公演 |           |
| ARASHI LIVE TOUR 2016-2017 Are You Happy?                   | 2016年 | 12月   | 2日    | 京セラドーム大阪                        | 全18公演 |           |
| ARASHI LIVE TOUR 2016-2017 Are You Happy?                   | 2016年 | 12月   | 3日    | 京セラドーム大阪                        | 全18公演 |           |
| ARASHI LIVE TOUR 2016-2017 Are You Happy?                   | 2016年 | 12月   | 4日    | 京セラドーム大阪                        | 全18公演 |           |
| ARASHI LIVE TOUR 2016-2017 Are You Happy?                   | 2016年 | 12月   | 16日   | ナゴヤドーム                            | 全18公演 |           |
| ARASHI LIVE TOUR 2016-2017 Are You Happy?                   | 2016年 | 12月   | 17日   | ナゴヤドーム                            | 全18公演 |           |
| ARASHI LIVE TOUR 2016-2017 Are You Happy?                   | 2016年 | 12月   | 18日   | ナゴヤドーム                            | 全18公演 |           |
| ARASHI LIVE TOUR 2016-2017 Are You Happy?                   | 2016年 | 12月   | 26日   | 東京ドーム                              | 全18公演 |           |
| ARASHI LIVE TOUR 2016-2017 Are You Happy?                   | 2016年 | 12月   | 27日   | 東京ドーム                              | 全18公演 |           |
| ARASHI LIVE TOUR 2016-2017 Are You Happy?                   | 2016年 | 12月   | 28日   | 東京ドーム                              | 全18公演 |           |
| ARASHI LIVE TOUR 2016-2017 Are You Happy?                   | 2017年 | 1月    | 6日    | 福岡 ヤフオク!ドーム                    | 全18公演 |           |
| ARASHI LIVE TOUR 2016-2017 Are You Happy?                   | 2017年 | 1月    | 7日    | 福岡 ヤフオク!ドーム                    | 全18公演 |           |
| ARASHI LIVE TOUR 2016-2017 Are You Happy?                   | 2017年 | 1月    | 8日    | 福岡 ヤフオク!ドーム                    | 全18公演 |           |
| ARASHI LIVE TOUR 2017-2018 「untitled」                     | 2017年 | 11月   | 17日   | 札幌ドーム                              | 全18公演 |           |
| ARASHI LIVE TOUR 2017-2018 「untitled」                     | 2017年 | 11月   | 18日   | 札幌ドーム                              | 全18公演 |           |
| ARASHI LIVE TOUR 2017-2018 「untitled」                     | 2017年 | 11月   | 19日   | 札幌ドーム                              | 全18公演 |           |
| ARASHI LIVE TOUR 2017-2018 「untitled」                     | 2017年 | 12月   | 1日    | 東京ドーム                              | 全18公演 |           |
| ARASHI LIVE TOUR 2017-2018 「untitled」                     | 2017年 | 12月   | 2日    | 東京ドーム                              | 全18公演 |           |
| ARASHI LIVE TOUR 2017-2018 「untitled」                     | 2017年 | 12月   | 3日    | 東京ドーム                              | 全18公演 |           |
| ARASHI LIVE TOUR 2017-2018 「untitled」                     | 2017年 | 12月   | 8日    | 福岡 ヤフオク!ドーム                    | 全18公演 |           |
| ARASHI LIVE TOUR 2017-2018 「untitled」                     | 2017年 | 12月   | 9日    | 福岡 ヤフオク!ドーム                    | 全18公演 |           |
| ARASHI LIVE TOUR 2017-2018 「untitled」                     | 2017年 | 12月   | 10日   | 福岡 ヤフオク!ドーム                    | 全18公演 |           |
| ARASHI LIVE TOUR 2017-2018 「untitled」                     | 2017年 | 12月   | 15日   | ナゴヤドーム                            | 全18公演 |           |
| ARASHI LIVE TOUR 2017-2018 「untitled」                     | 2017年 | 12月   | 16日   | ナゴヤドーム                            | 全18公演 |           |
| ARASHI LIVE TOUR 2017-2018 「untitled」                     | 2017年 | 12月   | 17日   | ナゴヤドーム                            | 全18公演 |           |
| ARASHI LIVE TOUR 2017-2018 「untitled」                     | 2017年 | 12月   | 24日   | 東京ドーム                              | 全18公演 |           |
| ARASHI LIVE TOUR 2017-2018 「untitled」                     | 2017年 | 12月   | 25日   | 東京ドーム                              | 全18公演 |           |
| ARASHI LIVE TOUR 2017-2018 「untitled」                     | 2017年 | 12月   | 26日   | 東京ドーム                              | 全18公演 |           |
| ARASHI LIVE TOUR 2017-2018 「untitled」                     | 2018年 | 1月    | 12日   | 京セラドーム大阪                        | 全18公演 |           |
| ARASHI LIVE TOUR 2017-2018 「untitled」                     | 2018年 | 1月    | 13日   | 京セラドーム大阪                        | 全18公演 |           |
| ARASHI LIVE TOUR 2017-2018 「untitled」                     | 2018年 | 1月    | 14日   | 京セラドーム大阪                        | 全18公演 |           |
| ARASHI Anniversary Tour 5×20                                | 2018年 | 11月   | 16日   | 札幌ドーム                              | 全50公演 | [ 注 23 ] |
| ARASHI Anniversary Tour 5×20                                | 2018年 | 11月   | 17日   | 札幌ドーム                              | 全50公演 | [ 注 23 ] |
| ARASHI Anniversary Tour 5×20                                | 2018年 | 11月   | 18日   | 札幌ドーム                              | 全50公演 | [ 注 23 ] |
| ARASHI Anniversary Tour 5×20                                | 2018年 | 11月   | 30日   | 福岡 ヤフオク!ドーム                    | 全50公演 | [ 注 23 ] |
| ARASHI Anniversary Tour 5×20                                | 2018年 | 12月   | 1日    | 福岡 ヤフオク!ドーム                    | 全50公演 | [ 注 23 ] |
| ARASHI Anniversary Tour 5×20                                | 2018年 | 12月   | 2日    | 福岡 ヤフオク!ドーム                    | 全50公演 | [ 注 23 ] |
| ARASHI Anniversary Tour 5×20                                | 2018年 | 12月   | 7日    | 東京ドーム                              | 全50公演 | [ 注 23 ] |
| ARASHI Anniversary Tour 5×20                                | 2018年 | 12月   | 8日    | 東京ドーム                              | 全50公演 | [ 注 23 ] |
| ARASHI Anniversary Tour 5×20                                | 2018年 | 12月   | 9日    | 東京ドーム                              | 全50公演 | [ 注 23 ] |
| ARASHI Anniversary Tour 5×20                                | 2018年 | 12月   | 14日   | ナゴヤドーム                            | 全50公演 | [ 注 23 ] |
| ARASHI Anniversary Tour 5×20                                | 2018年 | 12月   | 15日   | ナゴヤドーム                            | 全50公演 | [ 注 23 ] |
| ARASHI Anniversary Tour 5×20                                | 2018年 | 12月   | 16日   | ナゴヤドーム                            | 全50公演 | [ 注 23 ] |
| ARASHI Anniversary Tour 5×20                                | 2018年 | 12月   | 23日   | 東京ドーム                              | 全50公演 | [ 注 23 ] |
| ARASHI Anniversary Tour 5×20                                | 2018年 | 12月   | 24日   | 東京ドーム                              | 全50公演 | [ 注 23 ] |
| ARASHI Anniversary Tour 5×20                                | 2018年 | 12月   | 25日   | 東京ドーム                              | 全50公演 | [ 注 23 ] |
| ARASHI Anniversary Tour 5×20                                | 2019年 | 1月    | 11日   | 京セラドーム大阪                        | 全50公演 | [ 注 23 ] |
| ARASHI Anniversary Tour 5×20                                | 2019年 | 1月    | 12日   | 京セラドーム大阪                        | 全50公演 | [ 注 23 ] |
| ARASHI Anniversary Tour 5×20                                | 2019年 | 1月    | 13日   | 京セラドーム大阪                        | 全50公演 | [ 注 23 ] |
| ARASHI Anniversary Tour 5×20                                | 2019年 | 4月    | 13日   | ナゴヤドーム                            | 全50公演 | [ 注 23 ] |
| ARASHI Anniversary Tour 5×20                                | 2019年 | 4月    | 14日   | ナゴヤドーム                            | 全50公演 | [ 注 23 ] |
| ARASHI Anniversary Tour 5×20                                | 2019年 | 4月    | 18日   | 東京ドーム                              | 全50公演 | [ 注 23 ] |
| ARASHI Anniversary Tour 5×20                                | 2019年 | 4月    | 19日   | 東京ドーム                              | 全50公演 | [ 注 23 ] |
| ARASHI Anniversary Tour 5×20                                | 2019年 | 4月    | 20日   | 東京ドーム                              | 全50公演 | [ 注 23 ] |
| ARASHI Anniversary Tour 5×20                                | 2019年 | 4月    | 28日   | 福岡 ヤフオク!ドーム                    | 全50公演 | [ 注 23 ] |
| ARASHI Anniversary Tour 5×20                                | 2019年 | 4月    | 29日   | 福岡 ヤフオク!ドーム                    | 全50公演 | [ 注 23 ] |
| ARASHI Anniversary Tour 5×20                                | 2019年 | 5月    | 17日   | 札幌ドーム                              | 全50公演 | [ 注 23 ] |
| ARASHI Anniversary Tour 5×20                                | 2019年 | 5月    | 18日   | 札幌ドーム                              | 全50公演 | [ 注 23 ] |
| ARASHI Anniversary Tour 5×20                                | 2019年 | 5月    | 19日   | 札幌ドーム                              | 全50公演 | [ 注 23 ] |
| ARASHI Anniversary Tour 5×20                                | 2019年 | 8月    | 30日   | 京セラドーム大阪                        | 全50公演 | [ 注 23 ] |
| ARASHI Anniversary Tour 5×20                                | 2019年 | 8月    | 31日   | 京セラドーム大阪                        | 全50公演 | [ 注 23 ] |
| ARASHI Anniversary Tour 5×20                                | 2019年 | 9月    | 1日    | 京セラドーム大阪                        | 全50公演 | [ 注 23 ] |
| ARASHI Anniversary Tour 5×20                                | 2019年 | 10月   | 30日   | 東京ドーム                              | 全50公演 | [ 注 23 ] |
| ARASHI Anniversary Tour 5×20                                | 2019年 | 10月   | 31日   | 東京ドーム                              | 全50公演 | [ 注 23 ] |
| ARASHI Anniversary Tour 5×20                                | 2019年 | 11月   | 14日   | 札幌ドーム                              | 全50公演 | [ 注 23 ] |
| ARASHI Anniversary Tour 5×20                                | 2019年 | 11月   | 15日   | 札幌ドーム                              | 全50公演 | [ 注 23 ] |
| ARASHI Anniversary Tour 5×20                                | 2019年 | 11月   | 16日   | 札幌ドーム                              | 全50公演 | [ 注 23 ] |
| ARASHI Anniversary Tour 5×20                                | 2019年 | 11月   | 21日   | 京セラドーム大阪                        | 全50公演 | [ 注 23 ] |
| ARASHI Anniversary Tour 5×20                                | 2019年 | 11月   | 22日   | 京セラドーム大阪                        | 全50公演 | [ 注 23 ] |
| ARASHI Anniversary Tour 5×20                                | 2019年 | 11月   | 23日   | 京セラドーム大阪                        | 全50公演 | [ 注 23 ] |
| ARASHI Anniversary Tour 5×20                                | 2019年 | 11月   | 29日   | 東京ドーム                              | 全50公演 | [ 注 23 ] |
| ARASHI Anniversary Tour 5×20                                | 2019年 | 11月   | 30日   | 東京ドーム                              | 全50公演 | [ 注 23 ] |
| ARASHI Anniversary Tour 5×20                                | 2019年 | 12月   | 1日    | 東京ドーム                              | 全50公演 | [ 注 23 ] |
| ARASHI Anniversary Tour 5×20                                | 2019年 | 12月   | 6日    | 福岡 ヤフオク!ドーム                    | 全50公演 | [ 注 23 ] |
| ARASHI Anniversary Tour 5×20                                | 2019年 | 12月   | 7日    | 福岡 ヤフオク!ドーム                    | 全50公演 | [ 注 23 ] |
| ARASHI Anniversary Tour 5×20                                | 2019年 | 12月   | 8日    | 福岡 ヤフオク!ドーム                    | 全50公演 | [ 注 23 ] |
| ARASHI Anniversary Tour 5×20                                | 2019年 | 12月   | 13日   | ナゴヤドーム                            | 全50公演 | [ 注 23 ] |
| ARASHI Anniversary Tour 5×20                                | 2019年 | 12月   | 14日   | ナゴヤドーム                            | 全50公演 | [ 注 23 ] |
| ARASHI Anniversary Tour 5×20                                | 2019年 | 12月   | 15日   | ナゴヤドーム                            | 全50公演 | [ 注 23 ] |
| ARASHI Anniversary Tour 5×20                                | 2019年 | 12月   | 23日   | 東京ドーム                              | 全50公演 | [ 注 23 ] |
| ARASHI Anniversary Tour 5×20                                | 2019年 | 12月   | 24日   | 東京ドーム                              | 全50公演 | [ 注 23 ] |
| ARASHI Anniversary Tour 5×20                                | 2019年 | 12月   | 25日   | 東京ドーム                              | 全50公演 | [ 注 23 ] |
| ARASHI アラフェス 2020 at NATIONAL STADIUM                  | 2020年 | 11月   | 3日    | 国立競技場                              | 全1公演  | [ 注 24 ] |
| This is 嵐 LIVE 2020.12.31                                  | 2020年 | 12月   | 31日   | 東京ドーム                              | 全1公演  | [ 注 25 ] |

## 出演

### テレビ番組

#### レギュラー番組
- ミュージック・ジャンプ（1999年 - 2000年3月26日、NHK BS2）
- やったるJ（1999年10月20日 - 2000年3月8日、テレビ朝日）
- 嵐のV1（1999年10月30日 - 11月27日、フジテレビ）
- ガキバラ帝国2000!（2000年4月15日 - 2001年3月10日、TBS）
- music-enta（2000年4月19日 - 2001年3月14日、テレビ朝日）[317]
- USO!?ジャパン（2001年4月14日 - 2003年9月13日、TBS）
- 真夜中の嵐（2001年10月3日 - 2002年6月26日、日本テレビ）
- Cの嵐!（2002年7月3日 - 2003年6月18日、日本テレビ）
- なまあらし LIVESTORM（2002年10月5日 - 2004年3月27日、フジテレビ）
- Dの嵐!（2003年7月2日 - 2005年9月28日、日本テレビ）
- 探検!ホムンクルス〜脳と体のミステリー〜→脳力探検クイズ!ホムクル（2003年10月11日 - 2004年9月18日、TBS）
- 嵐の技ありッ!（2004年4月3日 - 2005年3月26日、フジテレビ）
- バニラ気分!（2005年4月9日 - 2009年9月19日、フジテレビ）
- まごまご嵐（2005年4月9日 - 2007年10月6日、フジテレビ）
- Gの嵐!（2005年10月5日 - 2006年9月27日、日本テレビ）
- 嵐の宿題くん（2006年10月2日 - 2010年3月22日、日本テレビ）
- GRA（2007年10月20日 - 2008年3月29日、フジテレビ）
- 社会科ナゾ解明TV ひみつのアラシちゃん!→ひみつのアラシちゃん!→ひみつの嵐ちゃん!（2008年4月10日 - 2013年3月21日、TBS）
- 嵐CHALLENGE★week（2009年10月26日 - 11月1日、日本テレビ）
- VS嵐（2008年4月12日 - 2020年12月24日、フジテレビ）[318]
- 嵐にしやがれ（2010年4月24日 - 2020年12月26日、日本テレビ）[182][319]
- 第80回NHK全国音楽コンクール - プロジェクトリーダー[320]
  - Nコン80・いっしょに歌おう（2013年4月12日 - 10月、NHK Eテレ）[321]
- 2020スタジアム（2019年7月24日、8月28日、2020年1月8日、2月26日、3月25日、NHK総合）

#### 特別番組
- 1999年ワールドカップバレーボール（1999年11月2日 - 12月2日、フジテレビ）
- 錦織&嵐! はじめてのN.Y.豪華夢の秘ツアー（2000年11月26日、日本テレビ）
- 嵐の犬のキモチになってみましたワン!（2002年1月4日・2002年7月21日、フジテレビ）
- 24時間テレビ 「愛は地球を救う」（日本テレビ）[322]
  - 24時間テレビ 愛は地球を救う27 （2004年8月21日・22日） - メインパーソナリティー
  - 24時間テレビ 愛は地球を救う31 （2008年8月30日・31日） - メインパーソナリティー
  - 24時間テレビ 愛は地球を救う35 （2012年8月25日・26日） - メインパーソナリティー
  - 24時間テレビ 愛は地球を救う36 （2013年8月24日・25日） - メインパーソナリティー
  - 24時間テレビ 愛は地球を救う42 （2019年8月24日・25日） - メインパーソナリティー
  - 「嵐にしやがれ」コーナー （2012年 - 2020年）
- オーストラリア大陸縦断!激闘3000キロ ウルトラストロングゲーム（2005年3月30日、日本テレビ）
- 驚きの嵐!世紀の実験 学者も予測不可能SP（2006年9月26日・2007年3月23日・10月11日・2008年4月6日・12月28日）
- 江原啓之&嵐 現代人の悩みを救え!緊急生放送スペシャル!!〜明日への扉〜（2007年3月31日、フジテレビ）[323]
- FNS27時間テレビ（フジテレビ） - VS嵐の進行
  - FNSの日26時間テレビ2009 超笑顔パレード爆笑!お台場合宿!!（2009年7月26日）
  - FNSの日26時間テレビ2010 超笑顔パレード　絆　爆笑!お台場合宿!!（2010年7月25日）
- こたつDE嵐（2012年1月3日・2013年1月3日・2014年1月3日、フジテレビ）
- 第80回NHK全国音楽コンクール - プロジェクトリーダー[320]
  - いっしょに歌おう〜嵐の“オトダマくん”ふるさとへ〜（2013年5月19日、NHK総合）[324]
  - 第80回NHK全国音楽コンクール 全国コンクール 小学校の部（2013年10月13日、NHK Eテレ） - スペシャルステージ[325]
- あたらしあらし（2013年7月13日・20日、フジテレビ）[326]
- 2015年先取り博覧会 あらし予報（2015年1月3日、フジテレビ）[327]
- コレカツ嵐（2016年1月3日、フジテレビ）[328]
- 嵐ツボ（2016年7月20日[329]・2017年1月3日[330]・2018年1月3日[331]・2019年1月3日[332]・2020年1月3日[332]・8月27日[332]、フジテレビ）
- 嵐スタジアム（2016年10月10日、NHK総合）[333]
- 総決算!平成紅白歌合戦（2019年4月29日、NHK総合）[334]

#### ドラマ番組
- Vの嵐（1999年10月11日 - 29日、フジテレビ）[335]
- 最後の約束（2010年1月9日、フジテレビ）[336]

#### アニメ番組
- こちら葛飾区亀有公園前派出所 第248話（2002年1月6日、フジテレビ） - 新エンディングテーマとなった「ナイスな心意気」の紹介として本編前に少しだけ登場。

#### ドキュメンタリー番組
- 嵐の明日に架ける旅（NHK総合）
  - 嵐の明日に架ける旅〜希望の種を探しに行こう〜（第1弾、2011年11月23日）[337]
  - 嵐の明日に架ける旅〜希望の種を探しに行こう〜（第2弾、2012年12月17日 - 2012年12月19日・2013年3月27日・28日）[338]
  - 嵐の明日に架ける旅 2013（第3弾、2013年12月23日・24日）[339]
- 嵐 LIVE & DOCUMENT 〜15年目の告白〜（2014年11月7日、NHK総合）[340]
- 未来へ届け!嵐と高校生達の歌声（2015年10月11日、日本テレビ）[341]

#### NHK紅白歌合戦出場歴
| 2009年 | 第60回 | 初 | 嵐×紅白スペシャルメドレー      |                                        |
| 2010年 | 第61回 | 2  | 2010紅白オリジナルメドレー     |                                        |
| 2011年 | 第62回 | 3  | 2011紅白スペシャルメドレー     |                                        |
| 2012年 | 第63回 | 4  | New Year's Eve Medley 2012     |                                        |
| 2013年 | 第64回 | 5  | New Year's Eve Medley 2013     | トリ前                                 |
| 2014年 | 第65回 | 6  | 2014 Thanks Medley             | 白組トリ                               |
| 2015年 | 第66回 | 7  | New Year's Eve Medley 2015     |                                        |
| 2016年 | 第67回 | 8  | 嵐×紅白スペシャルメドレー      | 大トリ（2）                            |
| 2017年 | 第68回 | 9  | 嵐×紅白スペシャルメドレー      |                                        |
| 2018年 | 第69回 | 10 | 嵐×紅白スペシャルメドレー      | 大トリ（3）                            |
| 2019年 | 第70回 | 11 | 嵐×紅白 スペシャルメドレー     | 大トリ（4） コーナー出演者としても歌唱 |
| 2020年 | 第71回 | 12 | 嵐×紅白 2020スペシャルメドレー | 東京ドームから中継                     |
| - 備考のトリ等の次にある（）はトリ等を務めた回数を表す。 - 曲名の後の（○回目）は紅白で披露された回数を表す。 |        |    |                                |                                        |

- 他に、第61回（2010年）から第65回（2014年）の特別企画で「ふるさと」を歌唱[344][345]。第65回（2014年）の特別企画で「A・RA・SHI」（2回目）を歌唱[346]。
- 白組司会も務め、第61回（2010年）から第65回（2014年）は全員、第67回（2016年）は相葉、第68回（2017年）は二宮、第69回（2018年）と第70回（2019年）は櫻井が務めた。

#### ミュージックステーション
テレビ朝日の音楽番組「ミュージックステーション」には、デビューの1999年から活動休止の2020年まで計140回出演した。これは、現在までに出演している、全アーティストの中で、歴代3位の記録である。

### 映画
- ピカ☆ンチ LIFE IS HARDだけどHAPPY（2002年10月18日公開）
- ピカ★★ンチ LIFE IS HARDだからHAPPY（2004年3月1日公開）
- 黄色い涙（2007年4月14日全国公開）
- ピカ☆★☆ンチ LIFE IS HARD たぶんHAPPY（2014年8月1日公開）
- ARASHI Anniversary Tour 5×20 FILM “Record of Memories”（2021年11月3日先行公開・11月26日公開）[347]

### ラジオ番組
- ニッポン放送
  - 嵐の金曜日（1999年11月5日 - 26日）
  - 嵐の@llnightnippon.com（2001年8月10日） - 生放送で深夜のため、当時18歳未満だった松本のみ録音での出演。
  - 知ってる?24時。（2003年7月28日 - 8月1日） - 「知ってる?ストーリー」コーナーでラジオドラマ「How's it going?ストーリーズ」を放送。
  - 嵐のオールナイトニッポン（2007年4月25日） - 相葉、松本、二宮はコメント出演。
- エフエム東京
  - 嵐音（2000年4月3日 - 2002年9月30日） - やまだひさしのラジアンリミテッドのコーナー
- 全国FM放送協議会
  - サンデースペシャル ARASHI How's it going?（2003年7月6日・13日・20日）
- Date fm
  - 嵐 震災復興支援特別番組（2011年4月18日 - 2012年3月19日） - 宮城版・福島版・岩手版はそれぞれ別の内容。TOKIO・嵐・KAT-TUNが1週間ごとに交代して出演した。初回から第8回と最終回（第17回）は5人での出演だが、第9回から第16回はメンバーの2人もしくは3人での出演。
- エフエム福島
  - 嵐 震災復興支援特別番組（2011年4月22日 - 2012年3月23日）
- エフエム岩手
  - 嵐 震災復興支援特別番組（2011年4月23日 - 2012年3月24日）

### ネット配信
- ARASHI's Diary -Voyage-（2019年12月31日 - 2021年2月28日、毎月配信、全24話、Netflix）
- Johnny's World Happy LIVE with YOU（2020年4月1日、YouTube・2020年6月16日、Johnny's net）
- 嵐ジオ（ジャニーズファミリークラブ会員限定コンテンツ）
  - 嵐ジオ（2020年10月7日 - 12月30日）
  - 嵐ジオ 特別編（2021年7月21日・7月28日・11月17日・11月24日・12月22日・12月29日） - 大野は無期限活動休止中のため、他4人が出演。
  - 嵐ジオ 特別編season2（2022年4月27日・8月10日・2023年1月18日・2月1日） - 前回に引き続き4人が出演。
- Behind the Scenes of "Whenever You Call"（2020年12月17日 - 12月20日、BeApp）[348]

### CM
- ブルボン 「プチシリーズ」（2000年 - 2002年）[349]
- 日本マクドナルド（2001年）
- 森永乳業 エスキモーPino（2002年 - 2003年）
- ハワイ州 STAND UP HAWAII!! キャンペーン（2002年）
- 日本コカ・コーラ コカ・コーラ（2003年）
- ハウス食品[350]
  - オーザック（2003年 - 2005年）[351]
  - とんがりコーン（2007年 - 2008年、2010年 - 2011年）
- パルコ「グランバザール」（2004年）
- ハウスウェルネスフーズ C1000 ビタミンレモン、ビタミンゼリー、レモンウォーター（2006年 - 2007年）[352]
- au（KDDI）（2008年1月 - 2012年1月）[353]
- キリンビール
  - 淡麗グリーンラベル（2010年1月 - 2013年12月） - 当初は相葉、松本、大野のみだったが、2011年からは二宮も加わり、さらに2012年からはメンバー全員が出演。
  - キリン一番搾り（2014年1月 - 2017年8月）[354]
- 任天堂（2010年 - 2012年）[355] - 全員出演のものと個人または数人が出演するものがある。
  - New スーパーマリオブラザーズ Wii - 二宮、大野
  - マリオカートWii - 松本、二宮
  - スーパーマリオギャラクシー2 - 相葉、二宮
  - マリオカート7 - 全員
  - Wii Party - 全員
  - Wii Sports Resort - 相葉、大野
  - ドンキーコング リターンズ - 松本、櫻井
  - ニンテンドー3DS - 全員
  - ゼルダの伝説 時のオカリナ 3D - 松本・二宮
- 観光庁 観光立国ナビゲーター（2010年 - ）[62]
- 日立アプライアンス エコにたし算（2010年7月 - 2020年12月）[356] - 全員出演のものと個人または数人が出演するものがある。
- 日本航空（JAL）（2010年 - 2021年4月）[68][357]
- 日産自動車（2012年7月 - 2015年6月）[358]
  - PURE DRIVEシリーズ - 全員出演のものと個人または数人が出演するものがある。
  - ノッテコニッサン キャンペーン - 同上
  - ニッサンワクテク キャンペーン - 同上
  - セレナ S-HYBRID - 相葉、大野
  - ノート - 二宮、櫻井
  - ノートメダリスト - 松本
  - キューブ - 松本、大野、櫻井
  - リーフ - 櫻井
  - デイズ - 松本、大野
  - デイズルークス - 相葉
- GREE（2012年 - 2013年）- 全員出演と個人出演の2パターンがある。
  - Wacky Motors - 二宮、大野
- ガンホー・オンライン・エンターテイメント パズル&ドラゴンズ（2014年6月 - 2020年12月）[359]
- 日本郵政 お年玉付郵便葉書（2015年10月 - 2020年12月）[360]
- NTTドコモ dヒッツ「“復活LOVE”スペシャル・トーク」編（2016年2月22日 - 28日）[361]
- アサヒ飲料「三ツ矢サイダー」（2020年3月 - 2020年12月）活動休止後（2021年 - 2023年）櫻井、相葉[362]
- ソフトバンク 5G（2020年8月 - 2020年12月）[363]

### 飛行機

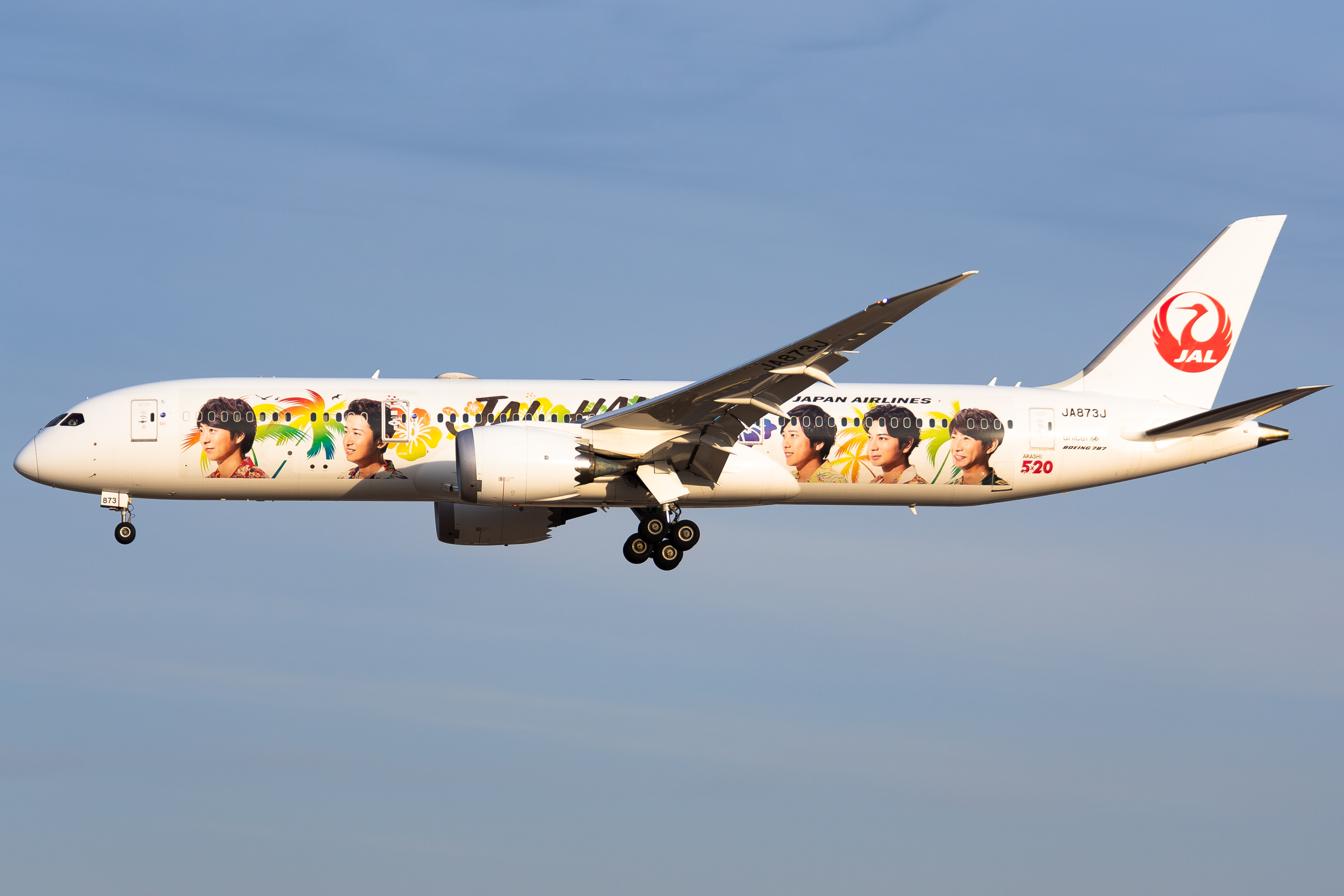
ARASHI HAWAII JET（2021年）

- JAL嵐JET（2010年9月 - 2011年2月、日本航空のラッピング飛行機）[注 40][364][365]
- JAL嵐JET 2011（2011年7月 - 2012年1月、日本航空）[365]
- JAL嵐JET ぼくたちと日本の空へ（2012年10月 - 2013年2月、日本航空）[365]
- JAL嵐JET FLY to 2020 特別塗装機（2015年6月 - 2016年4月、日本航空）[365]
- ARASHI HAWAII JET（2019年5月 - 2021年4月、日本航空）[365]
- ARASHI THANKS JET（2019年11月 - 2021年1月、日本航空）[365][366][367]

### イベント
- ジャニーズカウントダウンライブ
  - Johnny's Starship Countdown 2003-2004（2003年12月31日、東京ドーム）
  - Johnnys'"BIG SURPRISE"Countdown（2004年12月31日、東京ドーム）
  - 〜Johnnys' Countdown 2005-2006〜見なきゃソンSONG『PRIDEかけてジャニーズ歌合戦』at TOKYO DOME since 1998（2005年12月31日、東京ドーム）
  - Johnnys' Countdown 2006-2007（2006年12月31日、東京ドーム）
  - 10年目だよ！見なきゃソンSONGジャニーズカウントダウン歌合戦 -司会（2007年12月31日、東京ドーム）
  - ウシシもぅ大変！東西ドーム10万人集結‼︎年越しジャニーズ生歌合戦 Johnnys' Countdown 2008-2009 -司会（2008年12月31日、東京ドーム）
  - 吠えろ！ジャニーズ虎の巻 東西ドーム10万人集結‼︎超豪華年越し生歌合戦 Johnnys'Countdown 2009-2010 -司会（2009年12月31日、東京ドーム）
  - 跳べ！ジャニーズ年越し生歌合戦だピョン‼︎Johnnys' Countdown 2010-2011（2010年12月31日、東京ドーム、NHKから中継出演）
  - リュウ達来ちゃいなよ！ジャニーズ東西ドーム年越し生歌合戦‼︎Johnnys' Countdown 2011-2012（2011年12月31日、東京ドーム、東京プリンスホテルからVTR出演）
  - Johnnys' Countdown 2012-2013（2012年12月31日、東京ドーム、東京プリンスホテルからVTR出演）
  - ジャニーズカウントダウン 2015-2016 -司会（2015年12月31日、東京ドーム）
  - ジャニーズカウントダウン 2016-2017（2016年12月31日、東京ドーム、相葉のみVTR出演）
  - ジャニーズカウントダウン 2017-2018（2017年12月31日、東京ドーム、二宮のみVTR出演）
  - ジャニーズカウントダウン 2018-2019（2018年12月31日、東京ドーム）
  - ジャニーズ カウントダウン 2019-2020（2019年12月31日、東京ドーム）

•東京ディズニーシークリスマススペシャルイベント「ハウス食品」（2009年11月20日）
- 嵐のワクワク学校 〜毎日がもっと輝く5つの授業〜（2011年 - 2020年） - 2020年はオンラインで開催。
- V6 LIVE TOUR 2015 -SINCE 1995〜FOREVER-（2015年11月1日 - 国立代々木競技場第一体育館、2016年2月17日avex traxからBlu-ray・DVD発売） - 井ノ原快彦の呼び掛けでMCに及びVS嵐でV6との対決の罰ゲームとしてTAKE ME HIGHER歌唱中にバックダンサーとして参加[368]。
- 天皇陛下御即位をお祝いする国民祭典（2019年11月9日） - 奉祝曲「Ray of Water」の第3楽章「Journey to Harmony」を歌唱。

## 書籍

### 単行本
- アラシゴト まるごと嵐の5年半（2005年7月26日、集英社） - ISBN 978-4-08-780416-4
- ニッポンの嵐（2011年6月30日、角川グループパブリッシング） - ISBN 978-4-04-895431-0

### 写真集
- in a rush（2002年6月15日、マガジンハウス） - ISBN 978-4-8387-8360-1
  - POPEYE特別編集、藤代冥砂撮影。
- 嵐04150515 04150515（2002年10月4日、M.Co.） - ISBN 978-4-04-853559-5
  - 主演映画『ピカ☆ンチ LIFE IS HARDだけどHAPPY』の写真集、岡本健一撮影。
- ピカ★★ンチ AtoZ 嵐のピカンチダブルな日々（2004年3月1日、M.Co.） - ISBN 978-4-04-894153-2
  - 主演映画「ピカ★★ンチ LIFE IS HARDだからHAPPY」の写真集。
- ARASHI AROUND ASIA（2007年1月11日、M.Co.） - ISBN 978-4-04-894201-0
  - アジアツアーを追った写真集。
- 黄色い涙 西暦一九六三年の嵐（2007年4月4日、M.Co.） - ISBN 978-4-04-894203-4
  - 主演映画「黄色い涙」の写真集、早船ケン撮影。
- ARASHI IS ALIVE!（2008年9月3日、集英社） - CDつき：ISBN 978-4-08-780510-9、CDなし：ISBN 978-4-08-780502-4
  - 2008年に開催された5大ドームツアー「ARASHI Marks 2008 Dream-A-live」を追った写真集。荒井俊哉撮影。付属CDには「Re(mark)able」が収録されている。
- ARASHI at NATIONAL STADIUM 2008-2013 (2013年〜2014年、ARASHI BLAST in Hawaii Pop up Shop、ARASHI LIVE TOUR THE DIGITALANのツアーグッズとして販売)
- ARASHI at 5 DOMES 2009-2019（2020年、ジャニーズファミリークラブ会員限定販売）Johnny's FAMILY CLUB
- THE JOURNEY（2020年、ARASHI EXHIBITION “JOURNEY” 嵐を旅する展覧会 スーベニアショップ オンライン限定販売）
  - 2019年7月から2020年12月まで開催された展覧会『ARASHI EXHIBITION "JOURNEY" 嵐を旅する展覧会』を保存した図録。

### 雑誌連載
- 週刊TVガイド（東京ニュース通信社）
  - 「RUN!嵐!RUN!」
  - 「嵐接近!」
  - 「嵐接近!2」
  - 「嵐人 ARAJIN」
  - 「産地直送!嵐便!!」（2008年 - 2013年）
  - 「嵐 To the Future～嵐とともに知る～『24時間テレビ』の歴史と未来～」（2012年6月 - 8月） - 「24時間テレビ35」の連載。
  - 「紅白告白合戦」（2012年12月） - 「第63回NHK紅白歌合戦」の連載。
  - 「嵐5×60」（2013年8/2号 - ） - 「24時間テレビ36」の連載。
  - 「週刊VS嵐ガイド」（2016年4/22号 - 2021年1月1日合併号[369])
- ザテレビジョン
  - 「Twenty Four嵐」（2012年6月 - 8月） - 「24時間テレビ35」の連載。
  - 「紅白♪アラシッQ」（2012年12月） - 「第63回NHK紅白歌合戦」の連載。
  - 「嵐二十四景」（2013年30号 - ） - 「24時間テレビ36」の連載。
- 月刊ザテレビジョン（角川マガジンズ）「月刊嵐」（2000年12月号 - 2021年1月号[370]）
- TV LIFE（学研パブリッシング）
  - 「ARASHI STYLE」
  - 「嵐の誓い！」（2008年8月） - 「24時間テレビ31」の連載。
  - 「嵐の予習復習くん」（2009年3月 - 2010年3月)
  - 「嵐の“しやがれにしやがれ”〜そんなもんじゃない?〜」（2011年1/11号 - 2020年12/25号[371]）
- TVぴあ（ウィルメディア）
  - 「TVぴあVS嵐」（2013年6/5号 - 2016年2/10号[372]）
  - 「嵐in24時間テレビNOW!」（2012年6月 - 8月） - 「24時間テレビ35」の連載。
- Wink up（ワニブックス）「あらまし嵐」（2008年6月 - 2010年4月）
- Myojo（集英社）「アラシアト」（2009年8月 - 2010年4月）
- POTATO（学研パブリッシング）
  - 「嵐 Dictionary」（2009年6月号 - 10月号）
  - 「アラウンド嵐」（2010年2月 - 2013年4月）
- duet（ホーム社）
  - 「月刊嵐IZM」(2000年5月 - 2011年1月)
  - 「ARASHI ZOOM」（2011年2月 - ）
- オリ★スタ（オリコン・エンタテインメント）「Secret Arashi」
- SEVENTEEN（集英社）「嵐の本日創刊!!」（2002年10号 - 2005年24号）
- non-no（集英社）「2/嵐 アラシブンノニ」（2008年6月号- 2021年1月号[373]）
- Hanako（マガジンハウス）
  - 「『ひみつのアラシちゃん!』の嵐さん」（2008年928号 - 2013年1037号）
  - 「嵐さんと一緒。」（2013年1039号 - 2021年1191号[374]）
- H（ロッキング・オン）「嵐のセルフ・ポートレート」（2006年11月号 - 2007年3月号）
- SWITCH（スイッチ・パブリッシング）「デンゴンノアラシ」（2006年12月号 - 2007年5月号）
- GQ JAPAN（コンデナスト・ジャパン）「ジェントルマンへの道！」（2010年7月号 - 2012年4月号）